# Баджо (народ)
Баджо (індонез. Bajau [ˈbædʒɔː] або індонез. Bajaw [ˈbɑːdʒaʊ]) — група споріднених в культурному та мовному плані, часто дуже мобільних громад, розселених окремими групами в прибережних районах північного та східного Калімантану, півдня Філіппін та східної Індонезії.
Поряд із магінданао, маранао, самаль та таусугами, баджо становлять одну з основних філіппінських мусульманських груп зі спільною назвою моро.

## Загальна характеристика
Життя й діяльність цих людей тісно пов'язані з морем. В минулому баджо жили в човнах невеликими кочовими групами, й море було для них життєвим простором. Баджо були й лишаються досвідченими рибалками, моряками, будівельниками човнів і дайверами. Існування більшості із них і досі цілковито залежить від морських ресурсів. Вони володіють глибокими знаннями про різні морські зони та прибережні екосистеми, а також про пори року, вітри, течії та припливи, місячні цикли, зірки та навігацію. Їхній зв'язок з морем є більш ніж фізичним: у суспільстві баджо панує морська космологія, заснована на вірі в духів, які населяють море, і причинно-наслідковому зв'язку з ними. Вони вважають себе людьми моря на противагу решті людства — людям суші. Сьогодні переважна більшість баджо є осілими жителями, але вони все ще пам'ятають, що їхні предки раніше жили на морі, й вони вважають себе належними до групи колишніх морських кочівників.
Процес переходу баджо до осілого життя та трансформації їхнього способу життя динамічний і в різних груп перебуває на різній стадії. Збереглися ще окремі «човникові групи», останні «живі експонати» колишньої великої морської історії регіону. Проте більшість баджо тепер живе в хатинках на палях, що стоять над водою, й усе їхнє життя проходить переважно на березі або на воді. Разом із тим, є й групи, які вже давно живуть у селах на суходолі, деякі навіть далі від узбережжя, й займаються землеробством. Процес трансформації вже майже закінчився в західній частині Сабаху. На території цього малайзійського штату принципово розрізняють баджо західного узбережжя, які живуть у районах, розташованих подалі від моря й займаються вирощуванням рису та тримають домашню худобу, і баджо, розселених уздовж східного узбережжя, чиє життя тісно пов'язане з морем.
«Справжніми» баджо вважаються ті, що живуть у човнах або в хатинках на палях, але ці люди вважають за краще жити на землі.
Баджо належать до числа групи народів Південно-Східної Азії, яких зазвичай об'єднують під назвою «люди моря», «морські кочівники» або «морські цигани». До цієї групи також належать мокени з архіпелагу Мергуй у М'янмі та оранг-лаути, розселені уздовж узбережжя Малайського півострова та острова Суматра. Об'єднує їх тісний зв'язок з морем та спосіб життя морських кочівників, що різко контрастує зі способом життя населення суходолу. Проте всі вони відрізняються не лише географічно, а й за мовою, традиціями та культурою. Баджо сьогодні є найчисельнішим з цих трьох народів.
Стороннім вони відомі під назвою баджо або його варіантах (Bajau, Badjao, Badjaw, Badjo, Bajao, Bajaw). Bajau — малайський термін, у Східній Індонезії зазвичай використовується його бугійський аналог — Bajo. Він застосовується як до кочового населення, що живе в човнах, так і до осілих груп населення, які вели кочовий спосіб життя в минулому. При цьому розрізняють баджо-дарат (малай. Bajau Darat, «суходільні баджо») і баджо-лаут (малай. Bajau Laut, «морські баджо»). На півдні Філіппін суходольні групи називають самаль (філ. Samal, таусузький термін, який також використовують філіппінці-християни).
Самі баджо також широко використовують термін Bajau, хоча й не люблять його. Зазвичай вони називають себе сама (Sama). Ця назва є майже універсальною, вона використовується як у Сабасі, так і на півдні Філіппін та в східній Індонезії. Буквально слово «сама» означає «ми». Варіантами цього терміну є аа-сама (A'a Sama, Aha Sama), що означає «народ сама», або багай-сама (Bagai Sama) — «співвітчизники сама». На Філіппінах місцеві баджо також називають себе хомо-сама (Jomo Sama) або хомо-баджо (Jomo Bajau); обидва терміни не конфліктують між собою, а доповнюють один одного. Залежно від способу життя та місця проживання на півдні Філіппін розрізняють сама-ділаут (Sama Dilaut або Sama Mandilaut, «морські сама»), що живуть у човнах або мають недавню історію кочового життя, та сама-ділія (Sama Diliya або Sama Dilaya, «суходольні сама»), які адаптувалися до осілого способу життя.
Історично баджо бракувало політичної згуртованості, тому вони відчувають спільність, як правило, лише на рівні малих підгруп, які зазвичай ідентифікуються за географічною ознакою або діалектом. Термін «сама», як правило, використовується в поєднанні з топонімічним модифікатором для позначення географічної та/або діалектної належності певної групи.
Традиційно кочівники баджо стикалися з негативним ставленням з боку населенням суходолу. Їх сприймали за людей-паріїв з низьким соціальним статусом, обумовленим їхнім проживанням у човнах та анімістичними переконаннями. Їх вважали незаможними, нещасними, брудними, морально нечистими, наївними людьми з браком інтелекту. Ці стереотипи перейняли й європейці, тому баджо певною мірою негативно представлені в більшості літератури колоніальної доби. В той же час ставлення до окремих груп баджо залежало від їхнього способу життя. Жителі суходолу мали вищий статус, а групи, що займалися землеробством, взагалі в соціальному плані не відрізнялися від народів-сусідів. У той же час морських кочівників сприймали як маргінальний прошарок суспільства, навіть їхні ісламські вірування вважали несправжніми. Однак такі оцінки сторонніх мало впливали на самих баджо. Вони горді за свою ідентичність та збереження власної культури. Щоб протистояти негативному образу, який мають про них інші, баджо використовують поняття рівності для побудови власної ідентичності.
Сьогодні групи баджо, що мешкають на півдні Філіппін та в східній Індонезії, стикаються з проблемами бідності, соціальної ізоляції та зовнішнього тиску з боку сусідніх громад. Більшість із них відстає в плані освіти та матеріального забезпечення. Проте ці проблеми не стосуються баджо західного узбережжя Сабаха в Малайзії.

## Розселення і чисельність

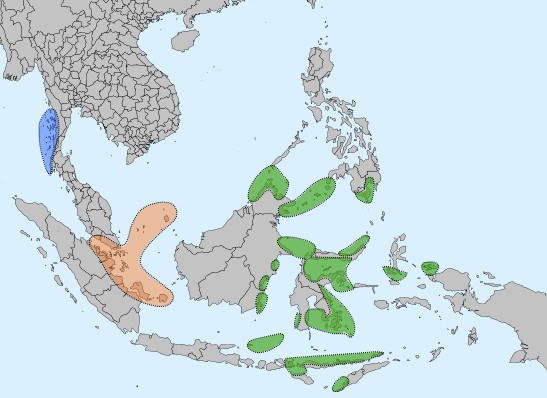
Регіони, заселені людьми, що відомі як «морські кочівники»:
Оранг-лаути
Мокен
Баджо

Морські кочові й набагато більш чисельні осілі групи баджо розпорошені на величезній території, що включає морську зону площею 3,25 млн км². На півночі вона сягає східного узбережжя Палавана, острова Самар та прибережних районів Мінданао, далі включає архіпелаг Сулу, північне та східне узбережжя Калімантана, а також більшість островів східної Індонезії. Більшість баджо розселена на узбережжі великих островів та на невеличких прибережних острівцях.
Через велику територію, на якій розпорошені баджо, мобільність окремих груп, непослідовну їхню ідентифікацію в різних країнах важко отримати точну цифру чисельності народу. Оцінки початку XXI ст., засновані на різних соціальних та мовних критеріях, наводять чисельність баджо в межах трьох країн (Малайзія, Філіппіни та Індонезія) від 500 до майже 1 млн осіб.
На Філіппінах баджо розселені переважно на півдні країни, найбільше в південній половині архіпелагу Сулу, зокрема на островах Таві-Таві, Сімунул (філ. Simunul) і Сібуту (філ. Sibutu) провінції Таві-Таві, що входить до складу Автономного регіону в Мусульманському Мінданао. Окремі групи розкидані в прибережних районах центральної й північної частин Філіппін. В цілому філіппінські баджо тісно пов'язані з узбережжям. Як правило вони становлять основне населення дрібних островів архіпелагу Сулу, тоді як на більших островах чисельно поступаються іншим народам.
Філіппінська офіційна статистика виділяє різні етнічні групи, так чи інакше пов'язані з баджо. Так, за даними перепису населення 2010 року в цій країні налічувалось 3358 баджо (Bajao/Bajau), 9198 сама-баджо (Sama Badajo), 10 317 сама-лаут (Sama Laut), а також 369 553 особи суходільних сама (Sama/Samal); разом — 392 426 осіб.

Частка баджо в населенні округів Сабаху (2020).

На території малайзійського штату Сабах поселення баджо розкидані майже уздовж усієї прибережної смуги острова Калімантан та на прилеглих дрібних островах, від Куала-Пенью (малай. Kuala Penyu) на заході до Тавау (малай. Tawau) на сході. Найбільше їх проживає в округах Папар (малай. Papar), Кота-Кінабалу (малай. Kota Kinabalu), Туаран (малай. Tuaran), Кота-Белуд (малай. Kota Belud), Кудат (малай. Kudat) на західному узбережжі та Сандакан (малай. Sandakan), Лагад-Дату (малай. Lahad Datu), Семпорна (малай. Semporna), Тавау на східному узбережжі. Місто Кота-Белуд є культурним центром баджо західного узбережжя. На прибережних островах Сабаху проживає кілька громад баджо без громадянства, уряд Малайзії кваліфікує їх як філіппінських іммігрантів без документів. Групи кочівників на човнах і колишніх кочівників присутні лише в південно-східному окрузі Семпорна.
Чисельність баджо (Bajau) в Малайзії (штат Сабах) за даними перепису населення 2010 року становила 450 279 осіб (14,0 % населення штату). Найбільше їх проживало в округах Кота-Кінабалу — 72 931 особа (16,1 % населення), Туаран — 34 637 осіб (33,8 %), Кота-Белуд — 31 506 осіб (34,5 %) на західному узбережжі, Сандакан — 38 897 осіб (9,8 %), Лагад-Дату — 38 807 осіб (19,4 %), Семпорна — 75 889 осіб (57,0 %), Тавау — 30 558 осіб (7,7 %) на східному узбережжі. На східному узбережжі Сабаху проживає принаймні 30-40 тис. баджо, які є недавніми мігрантами з Філіппін. Близько 10 тис. баджо живе в Брунеї (2021).
В Індонезії баджо зустрічаються в прибережних районах Сулавесі, Малуку, Калімантана та Східної Нуса-Тенгари. Незважаючи на те, що їхні громади широко розкидані географічно, вони пов'язані між собою мовою й міцними родинними та шлюбними зв'язками. Тому баджо в східній Індонезії є доволі об'єднаною етнічною меншиною. Найбільша їх кількість зосереджена на прибережних островах та на узбережжі Сулавесі. Далі на схід групи баджо зустрічаються по всій провінції Північне Малуку, це, зокрема, острови Сула (індонез. Pulau Sula), Обі (індонез. Pulau Obi), Бачан (індонез. Pulau Bacan) та інші, розташовані на південний захід від острова Гальмагера. Окремі групи баджо розселені на Малих Зондських островах (Ломбок, Сумбава, Флорес, Адонара (індонез. Pulau Adonara), Ломблен (індонез. Pulau Lembata), Пантар (індонез. Pulau Pantar), Тимор, Роті (індонез. Pulau Rote)), в Східному Калімантані (поблизу Балікпапана, на островах біля східного узбережжя острова), навіть на деяких невеличких островах біля острова Ява.
Загальна чисельність баджо в Східній Індонезії, включаючи як кочові, так і малорухливі групи, становить 150—200 тис. осіб. За даними перепису населення Індонезії 2000 року 40 712 баджо (Bajau, Bajao, Bajo, Bayo), жило в провінції Південно-Східне Сулавесі, ще 3172 особи в провінції Горонтало, разом 40 712 осіб. При проведенні перепису населення Індонезії 2010 року баджо (Bajao/Bajau/Bajo/Bayo/Wajo) були включені до складу ширшої категорії «Інші народи Сулавесі» (індонез. Suku asal Sulawesi lainnya). Є ще окремі дані оцінок чисельності баджо для різних провінцій: 36 000 в Центральному Сулавесі, 40 000 в Південно-Східному Сулавесі, 7000 в Північному Сулавесі та Горонтало (Mead et al., 2007), від 8000 до 10 000 в Південному Сулавесі (Grimes and Grimes, 1987), 5000 або більше в Північному Малуку (Grimes, 1982), декілька тисяч у Нуса-Тенгара (Wurm and Hattori, 1981, Verheijen, 1986). Joshua Project оцінює чисельність баджо в Індонезії в 350 тис. осіб (2023).
Ніде в Індонезії баджо не становлять більшості населення. Живуть переважно в поселеннях, що складаються з хатинок на палях, збудованих над водою. Лише кілька сотень сімей продовжують жити в човнах, вони кочують уздовж східного узбережжя Сулавесі.
Групи, що мешкають в човнах, навіть у старі часи не становили значної долі населення, що розмовляє мовою сама. Протягом XIX—XX ст. їхня чисельність швидко зменшувалась у зв'язку з активним переходом на осілість. В середині XX ст. нараховувалось менше 20 тис. морських кочівників, а на початок XXI ст. їх залишилося, ймовірно, менше 10 тис. осіб.

## Мова
Усі ці розпорошені групи населення говорять мовою сама. Насправді йдеться про близько десятка споріднених мов, що належать до гесперонезійської (західної малайсько-полінезійської) гілки австронезійських мов і розпадаються на велику кількість локальних діалектів. Лінгвісти розрізняють мови центральна сама (Central Sama, код ISO 639-3: sml), південна сама (Southern Sama, код ISO 639-3: ssb), сама-балангінгі (Sama Balangingih, код ISO 639-3: sse), сама-пангутаран (Sama Pangutaran, код ISO 639-3: slm), мапун (Mapun, код ISO 639-3: sjm), баджо західного узбережжя (West Coast Bajau, код ISO 639-3: bdr), індонезійська баджо (Indonesian Bajau, код ISO 639-3: bdl).
Мова є однією зі складових ідентичності баджо. Навіть більше, оскільки їхнє географічне розташування часто буває важко визначити, мова для сторонніх часто є визначальним чинником ідентифікації народу. Однак не всі носії мови сама є баджо. Мовами сама говорять також якани (Yakan) на острові Басілан, самаль на островах Сулу, мапуни (Mapun, Kagayan) на однойменному острові та деякі інші народи. З іншого боку, баджо не відзначаються лінгвістичною однорідністю, в кожній місцевості поширений свій діалект. При цьому не існує мовних відмінностей між кочовими та осілими групами населення, що живуть поруч. На островах Сулу баджо також лінгвістично не відрізняються від розселених навколо інших громад, які так само говорять варіантами мови сама.
На півдні Філіппін баджо розмовляють діалектами мов центральна сама та південна сама, в Індонезії — мовою індонезійська баджо. На заході Сабаху поширена мова баджо західного узбережжя, на сході цього штату — діалекти центральної та південної сама, які тут часто об'єднують під назвою баджо східного узбережжя (East Coast Bajau). На півночі Сабаху райони поширення мов баджо західного та східного узбережжя перекриваються.
Мови баджо розпадаються на численні діалекти, за діалектом можна ідентифікувати місце, звідки походить носій мови.
Мова баджо західного узбережжя складається з ланцюжка взаємно зрозумілих діалектів, і в більшості районів один діалект поступово переходить в інший без чітко визначених меж. Існує значна різниця між мовою південна сама та мовою баджо західного узбережжя, вони демонструють менше 65 % взаємної зрозумілості. Взаємна зрозумілість між сімунул (Simunul), центральним, престижним діалектом мови південна сама, та мовою центральна сама становить 77 %. Мова індонезійських баджо відзначається лише незначними діалектними відмінностями й тісно пов'язана з мовою південна сама. Лексична подібність між ними становить щонайменше 90 %.
Порядок слів в мові баджо західного узбережжя Сабаху: SVO (підмет—присудок—додаток) або VSO (присудок—підмет—додаток).
Для мови баджо західного узбережжя Сабаху близько 1998 року була розроблена писемність на основі латинської графіки, складена її граматика, записані тексти, зняті відео, щоденно кілька годин ведеться радіомовлення. Люди мають позитивне ставлення до рідної мови, нею володіє старше населення та частина молоді, вона використовується в усіх сферах життя, крім освіти.
На Філіппінах мова сама перебуває в активному використанні. Її вживають як на побутовому рівні вдома та в спілкуванні із сусідами, так і на офіційному рівні в установах місцевого рівня, в релігійній службі, в магазинах, на виробництві тощо. Люди мають позитивне ставлення до рідної мови. Писемність сама використовує латинську графіку. Існує література, ведуться програми на радіо, телебаченні. Мова викладається в початкових класах школи. В той же час літературна мова сама може не сприйматися носіями інших діалектів через сильні регіональні відмінності й проблеми зі зрозумілістю.
В Індонезії мова сама запозичила багато слів з індонезійської. Остання поступово витісняє серед баджо рідну мову. Індонезійська баджо активно використовується на півночі Малуку та в Південно-Східному Сулавесі. Писемності немає, але записані окремі тексти. В деяких селах індонезійська баджо використовується в перших трьох класах школи.
Для баджо характерним явищем є багатомовність. Цього вимагають контакти з народами-сусідами. На Філіппінах баджо можуть володіти відразу кількома діалектами сама, користуються також таусузькою, а ще малайською, філіппінською, англійською мовами. В Малайзії всі баджо західного узбережжя Сабаха використовують сабаську малайську, деякі знають англійську; також користуються деякими іншими місцевими мовами (кададзандусунська тощо). В Індонезії багато баджо на різному рівні володіє індонезійською мовою. Вони також говорять іншими місцевими мовами, залежно від місця проживання, це може бути бугійська, макасарська, торгова малайська, бутонська, балантацька, мандарська, яванська тощо.
Рівень грамотності рідною мовою на Філіппінах становить серед сама 65–70 %, 40 % таусузькою, 40 % філіппінською, 30 % малайською, 10 % англійською. В Малайзії рівень грамотності рідною мовою серед баджо західного узбережжя становить лише 20 %, натомість 80 % баджо штату Сабах може читати й писати малайською. Писемною мовою для баджо в Індонезії є індонезійська. Багато баджо на різному рівні володіє цією мовою. Вміння читати й писати індонезійською є дуже важливим для капітанів суден, що здійснюють подорожі між островами архіпелагу.

## Релігія
Майже всі баджо — мусульмани-суніти. Іслам є одним із елементів їхньої ідентичності. Бути баджо означає водночас і бути мусульманином. За своєю природою ці люди є індивідуалістами, але релігія надає їм потужний чинник до об'єднання. Іслам занурює своїх прихильників у загальну систему релігійних вірувань та ритуалів, надає сенсу багатьом колективним заходам.
Активна ісламізація баджо розпочалась у 1950-х роках, коли вони переходили на осілість. З цього часу вони почали будувати й власні мечеті. Переходячи на осілий спосіб життя, громада, на додаток до житлових хат, відразу споруджує й мечеть. Цей захід перебуває в фокусі особливої уваги її керівників, як світських, так і релігійних. Іслам став для баджо важливою частиною повсякденного життя. Багато людей регулярно моляться, відвідують місцеву мечеть, часто читають Коран. Особливо людно буває в мечеті на релігійні свята. Люди зазвичай мають удома Коран, молитовні килимки та чотки. Хати часто прикрашають ісламською символікою. Навіть бідні люди часто роздають закят (ісламську милостиню).
Баджо дотримуються релігійного календаря, який, зокрема, включає: щорічний ісламський місяць посту (Рамадан), свято гарі-рая-пуаса (малай. Hari Raya Puasa, Рамазан-байрам) з нагоди закінчення Рамадану, свято жертвопринесення гарі-рая-гаджи (малай. Hari Raya Haji, Курбан-байрам), яке відзначають в день закінчення хаджу, що здійснюється протягом місяця Зуль-хіджа (малай. Zulhijah), Мавлід — день народження Пророка Магомета. Дуже важливим вважається дотримання посту в місяць Рамадан (малай. Ramadan Puasa), майже всі виконують цю вимогу благочестя. П'ятничні молитви здійснюються в парафіяльній мечеті, вони завершують щотижневий цикл щоденних молитов.
За винятком груп, що живуть в човнах, кожна парафія має свою мечеть з групою служителів, серед яких імам, який проводить молитви, білал, який закликає людей до молитви, та хатиб, який читає п'ятничну молитву. Імам або інші служителі мечеті регулярно проводять основні ритуали життєвого циклу (народження, смерть, весілля тощо). Імам також консультує членів парафії з релігійно-правових питань та наставляє їх у молитві під час здійснення кожного обряду.
Вимоги до релігійного благочестя та навчання є важливим джерелом особистого престижу в місцевому суспільстві. Імами та інші служителі мечеті користуються авторитетом і повагою в громаді, їх з пошаною називають пакі. Особливу повагу виявляють особам, які вважаються нащадками Пророка Магомета (саліпи).
Рівень дотримання мусульманських практик часто обумовлює відносний соціальний статус окремих груп баджо. Групу з найнижчим статусом утворюють невеликі сімейні групи, які продовжують жити в човнах як морські кочівники. Вважається, що з таким способом життя вони не можуть належним чином виконувати всі ісламські ритуали й, відповідно, бути справжніми мусульманами. Інші групи мусульман сприймають їх як людей, що живуть поза вірою, тобто не є мусульманами, й досі їх часто асоціюють з анімістичними переконаннями. Таким чином, седентаризація громади супроводжується й зміною її релігійного статусу.
Проте, незважаючи на всі суспільні стереотипи, релігійне життя баджо, як морських, так і суходільних, перебуває на межі між анімізмом та ісламом. Традиційні вірування баджо в складний спосіб взаємодіють з ісламським вченням. Елементи ісламу поєднуються з традиційної космологією та ритуальною практикою. Баджо намагаються включити власне бачення світу в свою ісламську віру. При цьому морські групи особливо відрізняються своїм виразно синкретичним тлумаченням релігії. Інші більш «правильно» дотримуються ісламу. Під час місяцю посту Рамадан більшість баджо лишається в рідних селах, відпочиває й постить, але є й такі, що виходять у море рибалити. Загалом всі баджо дотримуються ісламу, але перебуваючи в морі, виявляють нижчий рівень дотримання мусульманських норм і традицій, ніж коли знаходяться в селі. Окрім верховного бога Аллаха, якого вони називають Туган, більшість баджо також визнає присутність та силу безлічі місцевих злих духів, деякі з яких прив'язані до певного природного середовища або об'єкту. Більшість людей паралельно дотримується як різноманітних традиційних, так і ісламських вірувань, і їх важко або й неможливо відокремити. Баджо ходять до мечеті, моляться Аллаху, проводять ісламські ритуали, але, разом із тим, вони проводять анімістичні церемонії, що мають захистити їх від дії злих духів, іноді просять допомоги в своїх предків, а ще практикують магію та використовують традиційні методи лікування.
Ритуали та вірування, пов'язані з народженням дитини, є переважно ісламськими. Вважається, що читання доа (молитва або прохання до Аллаха про допомогу чи захист, ісламський термін) може запобігти ускладненням при пологах. Коли дитина спить, біля її голови кладуть маленький Коран і ставлять дзеркало (воно відганяє диявола, який побачить своє потворне відображення). Але водночас баджо практикують ритуали, що не є ісламськими, наприклад, коли дитині виповнюється близько трьох днів, її миють у морській воді, а тоді обливають прісною. Ще однією суто ісламською традицією є обрізання. Обрізають і хлопчиків, і дівчаток. Дівчатка проходять обрізання у віці двох-трьох років, а хлопчики — приблизно в п'ять років.
Дуже важливим для баджо є резекі — ісламське поняття, що означає удачу та дар Божий. Людям потрібне резекі, щоб зловити більше риби, щоб належним чином працювали двигуни човнів, щоб отримати хорошу ціну за свою рибу. Баджо вважають, що дії та поведінка людини впливають на кількість резекі, яке вона отримує. Вони прагнуть робити добрі справи (зазвичай пов'язані з ісламською релігією) для завоювання прихильності Бога й відповідно збільшити кількість свого резекі, а також уникати негативних дій, які зменшують обсяги удачі. Добрі справи включають, зокрема, надання милостині (седека), дотримання посту протягом місяця Рамадан, виконання щоденних молитов та молитов, пов'язаних із особливими днями чи подіями в ісламському календарі. На збільшення резекі спрямоване й проведення певних ритуалів.
Море для баджо надзвичайно важливе й багатозначне. Тому воно також відіграє помітну роль у релігійних віруваннях та практиках народу. Для баджо морське середовище — це не лише джерело економічної щедрості, а й живий організм, населений численними духами. Баджо розуміють море як магічне місце, місце як зцілення, так і небезпеки. Вони вважають, що саме море може лікувати людей. Море, на думку баджо, належить духам предків-опікунів (мбо-маділао), й воно є домівкою цих духів. Мбо-маділао живуть всюди, де є море, і скрізь, де опиняються баджо, навіть дуже далеко від рідного села, духи предків постійно супроводжують людей. Мбо-маділао контролюють морський всесвіт, і всі істоти, що живуть у морі, підпорядковуються їм. При цьому баджо вважають, що предки діють лише для них.
Незважаючи на могутність духів предків, їхня позиція, за віруваннями баджо, є нижчою за позицію пророків (набі). Предки є «помічниками» пророків і через пророків мають прямий зв'язок із Богом, пророки передали предкам контроль над морем. Вважають, що духи предків схожі на людей, і кожен має різну силу. Є сім оригінальних мбо-маділао, лідером і найсильнішим серед них є мбо-джанго. Баджо вірять, що духи впливають на морське життя, наприклад, можуть раптом прогнати кальмарів з місця, де їх завжди було багато. Вони також вірять, що в морі живуть й інші надприродні істоти: русалки, різні небезпечні морські чудовиська тощо.
Не лише море, а й Всесвіт взагалі населений для баджо різними духами (джин). Духи проявляються в багатьох формах — як люди або як наземні чи морські тварини. Вони можуть бути видимими або невидимими, мешкати в одному місці або блукати, можуть жити в морі або на суші, але вони можуть мешкати й лише в певній місцевості, зокрема на певному острові, рифі, скелі або дереві. Духи можуть говорити з людьми або з'являтися їм уві сні, а деякі можуть вселятися в тіла людей.
Духи поділяються щонайменше на три групи: духи предків, добрі духи та злі духи. Баджо також розрізняють духів моря та духів суші. Вважається, що морські духи зазвичай перебувають на дні моря, але якщо їх розгнівити, вони підіймаються на поверхню, й здіймається шторм. Духи можуть впливати на людей як позитивно, так і негативно. Більшість духів, як правило, злі (сетанг, сатана) і можуть викликати хвороби або нещастя, їх ще називають ганту-бурук (поганий привид). Добрих духів називають джин-іслам (ісламський дух) або ганту-багус (хороший привид). Люди вірять, що добрі духи захищають їхні оселі. Уважається, що присутність злих духів пов'язана з певним часом і місцем. Зокрема, особливо активними вони стають після салят аль-магриб (четверта з п'яти щоденних мусульманських молитов). У цей час люди намагаються уникати небезпечних місць, де «мешкають» злі духи. Духи можуть розлютитися, коли їхнє оточення стане брудним, галасливим або хтось поселиться в ньому. Баджо також вважають, що не можна вимовляти імена предків та розповідати історії про оранг-туадулу (старих людей з минулого). Це може розгнівити предків, і вони викличуть бурю.
Вважається, що душі померлих залишаються поблизу своїх могил, що вимагає від живих виявляти постійну турботу про них. Протягом місяця Шаабан Бог дозволяє душам померлих повернутися в цей світ, у цей період люди прибирають могили та промовляють спеціальні молитві, спрямовані до духів померлих предків. Вважається також, що деякі могили стали джерелами дивотворної сили.
Страх перед хворобами чи природними стихіями, що не піддаються особистому контролю, змушує людей шукати відповіді в ритуалах, які принаймні зовні мають ісламські форми (наприклад, читання Корану). Вони розглядають віру як духовну опору. Вважається, що більше люди навчатимуться ісламській релігії й практикуватимуть її, тим менше сили зла матимуть можливостей завдати їм шкоди. Відійти від ісламу означало б, на їхню думку, запросити до себе сили зла.
Хоча в мусульманській традиції визнається, що духи чи привиди існують, іслам не схвалює взаємодії з ними. Проте баджо не зважають на це. Для них взаємодія з духами зазвичай здійснюється через їхнє заспокоєння молитвою та підношення (жертви). Від злих духів люди намагаються захиститися за допомогою оберегів та амулетів, використанням магії та ворожіння. Під час хвороб, нещасть або кризових ситуацій у житті звертаються про допомогу до релігійних наставників, а також своїх шаманів (дукунів).
Дукуни є «спеціалістами» із спілкування зі світом духів. Вони збереглися в суспільстві баджо з доісламських часів. Основною функцією дукунів є зцілення людей традиційними методами народної медицини. Зазвичай, коли людина захворіє, вона спочатку звертається до дукуна, а вже тоді — до професійного лікаря. Дукуни використовують як ісламські, так і неісламські методи для зцілення людини. Вважається, що хвороба може бути викликана чорною магією, а також іншими факторами зі світу духів. Методи, які використовують дукуни, включають виготовлення та призначення ліків, торкання певних точок та масаж людини, надання порад із правильного харчування, промовляння ісламських молитов та неісламських заклинань. Коли виникає епідемія, шамана закликають вигнати з громади злих духів, що викликають хворобу.
Дукуни, як уважають, володіють магічними або езотеричними знаннями (пангатонанг або ілму). Вони стосуються методів діагностики хвороб та їхнього лікування, правил проведення ритуалів життєвого циклу, методів будівництва житла та човнів, правил керування човном. Уважається, що дукуни баджо можуть впливати на морський світ і забезпечити успіх рибальства. Не кожен може оволодіти магічними знаннями. Їх можна отримати від батьків або набути із вчителем. Езотеричні знання вважаються таємними, й завдяки цьому вони зберігають свою силу. Ті, хто володіє магією (ілму), мають відповідний статус і престиж у громаді.
Крім лікарської, дукуни в суспільстві баджо виконують також соціальну функцію. Це мудрі люди, наділені великими знаннями, інші члени громади часто звертаються до них за порадою. Дукуни знають багато переказів, володіють тонкощами виконання ритуалів, вони багато спілкуються з людьми, розповідають різні історії та часто жартують. Роль дукунів є особливо важливою серед кочових груп, які, через свій спосіб життя не мають мечетей. Дукунами можуть бути не лише чоловіки, а й жінки. Цілительство для дукунів є побічним заняттям, в інший час, як і решта баджо, вони ловлять рибу. За їхні послуги люди розраховуються грошима або товарами. Фіксованих цін не існує, сума часто залежить від того, що люди можуть собі дозволити. Для дукунів немає етнічних кордонів, вони можуть надавати допомогу й людям з інших громад.
В ісламській традиції використання магії заборонено. Однак межа між магією та ісламським вченням для баджо є нечіткою. Місцеве населення розрізняє чорну та білу магію. Дукуни вважаються фахівцями з використання білої магії та позбавлення від чорної магії. Вважається, що чорною магією користуються, щоб мати негативний вплив на інших, і що вона заборонена Аллахом. Місцеві дукуни вважають чорною магією зокрема традицію кидання у воду фруктів з метою збільшення кількості виловленої риби.
Основним елементом ритуалів у баджо є промовляння молитов, спрямованих на духів. Це здійснюється особою, що спеціалізується на проведенні ритуалів, або іншою людиною, що володіє ілму. Молитви не є фіксовані за формою й змінюються залежно від конкретного ритуалу та конкретної людини. Вони можуть мати форму умилостивлення з проханням вибачення або форму прохання про допомогу, щоб уникнути нещастя або небезпеки. Залежно від конкретного ритуалу можуть відрізнятися також набір супутніх предметів та склад приношень. Основна жертва складається з чотирьох складених листків бетеля, в кожен з яких загорнутий шматочок бетелевого горіха з гашеним вапном або тютюном; їх кладуть на тарілку. Поруч можуть також покласти чотири самокрутки, а іноді ще й монети. Для складніших ритуалів, зокрема, ритуалів, пов'язаних із човном або зціленням людини, жертви бувають суттєвішими, наприклад, кольоровий рис, банани, курка та тістечка. Вважається, що духи приймають духовну сутність запропонованої їжі.
Баджо розрізняють два поняття душі: сумангак — дух або енергія та ньява — душа або життєздатність, дух фізичного життя, безсмертна сутність. Коли людина хворіє, вважається, що вона втратила свій сумангак. До хворого викликають дукуна, який проводить ритуал, спрямований на повернення сумангак, а отже, її здоров'я.
Плавання човном та риболовлю баджо вважають священними видами діяльності. Вони розглядають їх як «соціальну взаємодію» людей із духами, тому з ними пов'язане проведення численних ісламських та анімістичних ритуалів. Люди читають молитви, коли новий човен вперше спускають на воду, коли човен вирушає в море, при зіткненні з великими хвилями тощо. Вони присвячують рибалку Аллаху, іноді читають вірші з Корану, чекаючи, поки риба захопить наживку.
Човен баджо сприймають як живу істоту, він для них як дитина, тому й відповідні ритуали схожі із ритуалами з нагоди зачаття та народження дитини. Човнам надають «ритуальні пупки» (бебол), в яких «житиме» душа човна. Спеціальні ритуали проводять на кожному важливому етапі його будівництва. Вони супроводжуються читанням молитов, принесенням жертв (бетель, вапно, монети, цигарки), закладкою амулетів. Особлива увага приділяється встановленню на човен «пупка», ця важлива церемонія «оживляє» човен, і вона проводиться під керівництвом досвідченого фахівця з ритуалів з дотриманням усіх важливих деталей. В кінці дійства чоловіки спільними зусиллями спускають човен на воду.
Спеціальний ритуал також проводять перед першим виходом човна в море, читають молитви, коло «пупка» кладуть жертви (горіхи та листя бетеля, тютюн). Надалі власник човна сам вирішує, чи потрібно «годувати» (приносити жертви) душу човна й коли це робити, але проводити такі дії прийнято не рідше одного разу на три роки. Все це має захистити екіпаж від нещасть, а духи човна забезпечать йому удачу. Перагу (човен) має бути «здоровим», як і людина. Особливо важливим є проведення ритуалу у випадку, коли попередня експедиція була невдалою.
Момент відправлення в море — це час, коли люди входять у володіння предків, тому рибалки повинні попросили в них дозволу ловити рибу й дарувати удачу. Вони промовляють молитви, що прославляють предків, це є «виявом поваги» до духів, що живуть у морі. Звертаються також до Бога й пророків, щоб вони захистили екіпаж від небезпеки. Усі ритуали, що проводяться навколо човна перед його відплиттям, спрямовані на збільшення удачі (резекі). З поняттям удачі пов'язані й численні забобони. Щоб стимулювати резекі в риболовлі, кидають у море фрукти. Ловля акул доповнюється дотриманням визначених табу й виконанням молитов до духів, які зазвичай супроводжується приношеннями (горіхи та листя бетелю, вапно, тютюн тощо). Вважають, що якщо покапати курячою кров'ю на новий двигун човна, це стимулюватиме його добру роботу. Під час перебування в морі не можна кидати у воду сміття, залишки їжі, плювати, справляти нужду, митися з милом або прати одяг. У випадку недотримання цих правил, як уважають, може здійнятися сильний вітер, піднятися шторм або ж вітру навпаки не буде, також люди можуть захворіти. Якщо член екіпажу помер після того, як повернувся хворим з риболовлі, вважається, що він не дотримувався одного з табу. Коли на морі трапляються шторми або люди стикаються з іншими труднощами, вони шукають духів-володарів моря та духів предків і просять їх про допомогу.

## Історія
Походження баджо достеменно невідоме. Народна традиція виводить їхніх предків з різних ранніх султанатів: з Джохору або Малакки на Малайському півострові, Брунею на півночі острова Калімантан, Сулу на півдні Філіппін, Луву та Боне на півдні Сулавесі. Ці легенди досить суперечливі, містять розповіді про міфічні події, що ніби відбувалися в старі часи, й часто пристосовані до місцевих уявлень про престиж. Додає плутанини той факт, що різні групи баджо, які мають спільне походження, з різних причин можуть уважати себе абсолютно відмінними одна від одної. Разом із тим, незважаючи на величезну дисперсію, схожість між усіма гілками народу залишається очевидною, а їхні мови є близько спорідненими.
Все своє життя предки баджо проводили на воді або на узбережжі. Вони залишили по собі дуже мало слідів, які могли б виявити археологи. Баджо ніколи не мали писемності, тому вся наявна інформація про «морських людей» була відфільтрована через об'єктиви інших, зокрема письменників, урядовців та творців документальних фільмів. Відповідно, справжню історію народу відновити важко. Існує кілька гіпотез щодо місця знаходження батьківщини баджо, серед них дві основні. За однією з них вони прийшли із Джохора, за іншою — розселилися з архіпелагу Сулу.
Часто вважають, що баджо є вихідцями з Малайського півострова, колиски малайської цивілізації. Усна традиція багатьох груп із Сабаху, архіпелагу Сулу, Сулавесі стверджує, що вони є вихідцями із султанату Джохор. Проте такі твердження слід розглядати на тлі стосунків окремих груп баджо з їхніми покровителями — правителями прибережних султанатів регіону. В XIV—XVI ст. Малакка та її наступник Джохор були найпрестижнішими з усіх малайських держав. Правителі Сулавесі, Калімантану прагнули засвідчити династичні зв'язки з ними, щоб ствердити легітимність своєї влади. На підтвердження цього створювались міфологічні історії, наприклад, про принцесу баджо, яку змило морем на пляжі Джохору, а тоді викинуло на узбережжі Сулавесі, де вона побралася з місцевим принцом. Такі історії більше пов'язані з політичними ідеологіями та підпорядкуванням морських народів, ніж з реальними міграціями або справжнім походженням.
Кемп Паллесен запропонував модель історичного розпорошення сама-баджо, засновану на лінгвістичній реконструкції. Вихідною точкою він визначив північний схід архіпелагу Сулу, що на південний захід від Мінданао, а саме район протоки Басілан, що розділяє Замбоангу на півдні Мінданао та острів Басілан (південні Філіппіни). Мовна реконструкція вказує на те, що ранні сама були орієнтованими переважно на море, але вони також були знайомі із землеробством, обробкою заліза, гончарством та ткацтвом. Тобто вже на ранньому етапі історії морські кочівники були лише однією з багатьох різноманітних за господарським комплексом груп сама.
Паллесен розглядає X ст. як початок великого періоду розпорошення сама. На першому етапі цілий ряд орієнтованих на море груп пішов на північ, де вони заснували порти вздовж східного узбережжя Мінданао та за його межами. Інші групи заселили широку зону мангрових боліт навколо затоки Сібугей (тагал. Look ng Sibuguey) на заході Мінданао. Третя група (якани), що проживала на острові Басілан, в межах початкової батьківщини сама-баджо, набула мовної та соціальної відмінності через територіальну стабільність, відмову від моря та перехід до перелогового землеробства на суходолі. Тепер якани загально визнані як окрема етнічна група, відмінна від інших носіїв мови сама. В XI ст. інші орієнтовані на море групи почали рухатись на південний захід й досягли півдня архіпелагу Сулу та північно-східного узбережжя Калімантану.
Вважається, що міграції сама відбувалися під впливом розширення китайської торгівлі в регіоні, морські кочівники сама постачали китайцям трепангів. Суттєва активізація торгівлі з Китаєм спостерігалася після заснування в XV ст. султанату Сулу. Зі східного узбережжя Калімантану, або, можливо, безпосередньо з південного Сулу, сама просунулися до Макасарської протоки й з'явилися на півдні Сулавесі. Вже звідси, ще до появи перших європейців у регіоні, баджо розселилися вздовж східного узбережжя Сулавесі й далі на Молуккські острови та в інші райони Східної Індонезії.
Найдавніша письмова згадка про морські народи, що ідентифікуються як сама, належить до періоду ще до XVI ст. Європейські (португальські, голландські) історичні записи підтверджують присутність баджо в Південному Сулавесі з ХVІ-ХVII ст.
Незважаючи на сучасне маргінальне становище «морських людей», в минулому роль баджо в суспільствах острівної Південно-Східної Азії була значно більшою й різноманітнішою. Зокрема, вони займали важливе місце в міжнародній торгівлі. Райони розселення баджо займають стратегічну позицію, пов'язуючи Південно-Східну Азію з Китаєм. Вже в XIV ст. баджо підтримували тісні зв'язки з кількома малайськими та бугійськими султанатами, що виникли в регіоні. На півдні Сулавесі це були бугійські держави Луву (англ. Luwu), Боне (англ. Bone) та макасарська Гова, на півночі Калімантану — султанат Бруней, на півдні сучасних Філіппін — султанат Сулу. Морські торговельні мережі цих держав чітко відповідали районам розпорошення та подорожей баджо.
Літописи султанату Бруней свідчать, що баджо відігравали дуже важливу роль вже в перші дні існування цієї держави, зокрема в її внутрішній торгівлі. Ще до поширення в XVI ст. влади Брунею за західне узбережжя Сабаху місцеві баджо мали тут постійні поселення й прийняли іслам. Вони тримали торгівлю китайськими товарами із внутрішніми районами північного Калімантану. Також баджо західного узбережжя вже тоді вирощували рис, розводили велику рогату худобу та коней. Вони користувались високим політичним статусом як важливі партнери в здійсненні брунейської влади над Сабахом. Баджо займали міцні позиції в політиці, сільському господарстві та торгівлі. Був призначений спеціальний чиновник пангеран, який представляв султана серед громад осілих баджо. Пангеран іноді призначався з числа лідерів баджо. З часом між владними родинами Брунею та баджо склалися кровні стосунки. Флотилії баджо фактично здійснювали берегову охорону, захищаючи комерційні шляхи Брунею.
На Сулавесі баджо також забезпечували охорону морського узбережжя місцевих держав. Крім того, існують перекази, що члени королівської родини держави Луву, вкладали шлюби із жінками баджо.
На архіпелазі Сулу в умовах постійних конфліктів, що мали місце в регіоні, кочові групи для своєї фізичної безпеки потребували захисту. Більшість локальних груп баджо перебувала під патронатом місцевих суходільних правителів, зазвичай з числа таусугів. У тісний контакт з таусугами вони увійшли приблизно на початку XIV ст., коли ті стали потужною силою в регіоні й встановили своє панування на архіпелазі Сулу. Султан Сулу вважався сюзереном усіх баджо, але за межами столиці ці права, як правило, делегувалися регіональним керівникам, які діяли на місцях як представники султана.
Кочові баджо становили маргінальний прошарок населення султанату Сулу. Таусуги не сприймали їхню кочову культуру й виявляли до баджо зневажливе ставлення. Стосовно них сформувалися негативні стереотипи як бідних і брудних мешканців човнів з кочовим способом життя та анімістичними віруваннями й примітивними звичаями, вважали їх морально забрудненими, наївними людьми із браком інтелекту, що перебувають на хибному боці ісламської традиції. В умовах фактичної сегрегації баджо уникали зайвої взаємодії зі сторонніми й були орієнтовані всередину власної спільноти.
В той же час, протягом XVIII—XIX ст. баджо постачали своїм покровителям панцири черепах, трепангів, перли, сушену рибу та перлові раковини. Це були коштовні товари на китайських ринках, й становили головне джерело експортних доходів Сулу. Це стало причиною встановлення міцних комерційних зв'язків між баджо та таусугами, що будувалися за принципом «патрон-клієнт». Клієнти баджо постачали своєму покровителю (й тільки йому) рибу та інші морепродукти, отримуючи в обмін гарантії фізичної безпеки. Незважаючи на те, що патрони ставилися до кочівників як до своєї власності, ті користувалися значною автономією. Якщо покровитель не міг захистити своїх клієнтів або вводив кабальні умови торгівлі, група сімей баджо могла покинути своє місце стоянки й перейти під патронат іншого покровителя.
Таким чином, малайські та інші острівні держави Південно-Східної Азії, не в останню чергу завдяки баджо, виявилися достатньо цікавими для участі в міжнародних торгових мережах, що пов'язували їх з Китаєм та регіонами на берегах Індійського океану. Перебуваючи на службі або під патронатом правителів цих держав, баджо цінувалися як досвідчені моряки, знавці морів, постачальники морепродуктів.
Поява в регіоні європейських колонізаторів призвела до падіння місцевих держав. Вони більше не були патронами для кочових груп баджо. Відбулася зміна традиційних моделей керованої торгівлі та ієрархії політичної влади. Після поразки Макасара 1669 р. від спільних сил голландців та бугів багато громад баджо розпорошилося по островах Східної Індонезії. На початку XVIII ст. баджо відправлялися в морські риболовецькі експедиції за трепангами на південь до Роті та Тимору й поширили свою діяльність аж до північного узбережжя Австралії. Із самого початку цей промисел був комерційним підприємством, і баджо були частиною місцевої, регіональної та міжнародної торгівлі. Вони ловили рибу, збирали трепангів, голотурій, здобували панцири черепах, перли, плавці акул. Їхня продукція експортувалася в Китай через Макасар та інші торгові порти.
Падіння центральної влади в Брунеї та Сулу стимулювало розвиток піратства в регіоні. Сформувалися цілі ескадри мародерів іланунів (Illanun, Iranun), що діяли під керівництвом таусугів. Протягом XVIII—XIX ст. вони здійснювали рейди для захоплення рабів у різних частинах Південно-Східної Азії. До них нерідко приставали й баджо. Відносно швидко раніше мирні рибалки перетворювались на професійних піратів. Найнезалежніші групи баджо були морськими рейдерами й постачали рабів на невільничий ринок у Холо. Протягом XVIII—XIX ст. рейди за рабами були характерні для більшості районів розселення баджо, й місцеве населення поглинало велику кількість рабів, більшість з яких були полоненими, захопленими в інших районах Філіппін та Індонезії. Багато їх врешті отримало свободу, а деякі навіть розбагатіли й займали високі посади. Рабство в регіоні було скасоване лише після переходу 1915 року султанату Сулу під владу американської колоніальної адміністрації на Філіппінах. Після цього було придушене й піратство.
Глобалізація економічного життя в Південно-Східній Азії в XIX ст., переважно завдяки комерційній діяльності європейців, позитивно вплинула на соціальний статус баджо, які традиційно перебували на дні ієрархії суспільства. З ліквідацією султанату Сулу були зруйновані традиційні зв'язки баджо з їхніми суходільними патронами, їхній статус постачальників цінних товарів морського походження відійшов у минуле. Послуги «морських людей» та їхні знання моря тепер більше не були потрібні, принаймні не в таких масштабах, як у доколоніальну добу. На перший план вийшла монетарна торгівля. Баджо практично повністю відмовились від кочування човнами та розселилися в постійних селах.
Регулярні подорожі баджо до Північної Австралії почали скорочуватися в другій половині XIX ст. й припинилася 1907 року в зв'язку із забороною іноземного промислу в територіальних водах Австралії. Але окремі човни баджо з різних островів Індонезії продовжували з'являтися тут і надалі, баджо ловили рибу сітками та отрутою, добували плавці акул, трепангів, панцирі черепах в Тиморському та Арафурському морях. Улов продавали торговцям у ряді міст по всій Індонезії. В роки Другої світової війни дальні подорожі баджо припинилися, адже японці суворо контролювали судноплавство, а порушників саджали до в'язниці. На заваді були також бої між японським та австралійським флотами в Тиморському морі. Після війни промисел відновився. Баджо також наймалися на судна європейських підприємців.
1878 року територія Сабаху була передана султанами Сулу та Брунею британській торговій компанії Північного Борнео. Символічно, що перше велике антиколоніальне повстання в цій провінції 1894—1900 рр. очолив сулуанський баджо Мат Салех. 1963 року Сабах здобув незалежність і ввійшов до складу Малайзії. Протягом більшої частини постколоніального періоду баджо, як найбільша мусульманська меншина цього штату, відігравали вирішальну роль у регіональній державній політиці, непропорційну їхній чисельності.
У 1950-х роках життя баджо в Індонезії почало швидко змінюватись внаслідок переходу на осілість, технологічних змін, включення в ринкову економіку та подальшої ісламізації й поступової інтеграції в індонезійське суспільство. Громади баджо зазнали потужного тиску з боку держави, яка вимагала від них відмови від кочового життя в човнах. Протягом 1950—1965 рр. Південний і Південно-Східний Сулавесі перебували в стані громадянських заворушень, місцеві повстанці-ісламісти виступили проти центрального уряду. Багато баджо з міркувань безпеки змушені були осісти. Перехід на осілість позитивно відбився на сприйняття баджо народами-сусідами.
З початку 1970-х років багато політичних заворушень відчув архіпелаг Сулу. Спалахнула громадянська війна, яка призвела до масового переселення місцевих жителів до інших частин Філіппін, Індонезії та Малайзії. Сьогодні мусульманські екстремісти все ще дуже активні, мало місце чимало вбивств, викрадень та боїв з філіппінськими військовими.
Практика морських рейдерських дій тепер повністю заборонена, але в деяких районах піратство також еволюціонувало й набуло інших форм. Крадіжки, експлуатація та насильство з боку піратських угруповань, в яких переважають таусуги й до них залучаються рибалки баджо, як і раніше, поширені на архіпелазі Сулу. Існування національних кордонів, зокрема морського кордону між Малайзією та Філіппінами, також відкрило нові прибуткові можливості для морської злочинності. Різниця в цінах, що існують у цих країнах, призвела до створення контрабандних мереж, в яких деякі добре організовані клани таусугів продовжують хитро уникати малайзійського флоту, швидко повертаючись у філіппінські води після їхнього виявлення.
В нових умовах нащадки «морських людей» опинилися перед вибором: асимілюватися до складу основного населення суходолу або продовжувати морський спосіб життя й складати маргіналізований прошарок суспільства. Комерційний вилов риби, що ведеться сторонніми, забруднення й руйнування морського середовища значно зменшили доступні морські ресурси. Створення морських національних парків та інших охоронних зон позбавило окремі групи баджо доступу до їхніх традиційних промислових районів. Багато баджо незаможні, вони не мають сучасного риболовецького обладнання, доступу до освіти та системи охорони здоров'я. Глибокі знання про море та рибальство, набуті шляхом багатовікового досвіду, стали тепер марними. Водночас цим людям бракує досвіду та навичок стосовно інших способів заробітку. Тому вони нерідко вдаються до незаконного промислу.

## Господарство
Баджо — це морський народ, основним видом господарської діяльності якого традиційно є рибальство та морські промисли. Їхній господарський комплекс повністю орієнтований на використання морських ресурсів. В минулому баджо вели кочовий спосіб життя морських рибалок-збирачів, жили в човнах і дотримувалися переважно натурального господарства. Вони були дуже досвідченими рибалками, моряками, будівельниками човнів і дайверами. Їхнє існування цілковито залежало від моря. Незважаючи на їхню часту взаємодію з людьми з більш високою матеріальною культурою, баджо ніколи не відчували потреби запозичувати чужі для них господарські практики суходільних громад та навіть і більш досконалі методи рибальства й типи човнів. У крайньому разі, вони могли легко переїхати до місця з меншою конкуренцією з боку краще організованих сторонніх рибалок.
Тепер лише незначна частина баджо продовжує вести кочовий спосіб життя. Більшість живе в селах на узбережжі, але їхнє життя зазвичай і досі тісно пов'язане з морем. Спосіб життя багатьох громад перебуває на межі морського кочового та осілого суходільного життя. Незважаючи на відмову від постійного проживання в човнах, люди регулярно відправляються на промисли й короткий або тривалий час перебувають на морі. Для більшості прибережних груп рибальство та збирання морепродуктів лишаються основною економічною діяльністю. В Сабаху, де баджо складають менше 20 відсотків населення, вони становлять понад дві третини рибалок штату.
Прибережні та морські екосистеми регіону, що експлуатуються баджо, мають високе біорізноманіття. Воно включає понад 200 видів риб, багато видів молюсків, ракоподібних, каракатиць та кальмарів, деяких морських ссавців, морських черепах, морських їжаків, їстівні водорості. Більшість громад, як правило, концентруються на одній або двох первинних екосистемах. Наприклад, на південному сході Сабаху місцеві баджо рибалять переважно на коралових рифах, збирають морепродукти на піщаних пляжах і припливних мілководдях. Вони мало використовують береги з мангровими заростями, хіба що беруть там дрова.
Баджо вважають, що морські ресурси доступні для всіх. Риболовецькі території окремих груп, як правило, перекриваються. Це робить можливою співпрацю між сім'ями з сусідніх груп, особливо під час здійснення далеких риболовних експедицій.
Баджо розрізняють 4 типи морських промислів: нубба — збиральництво, палілібу — прибережний промисел, понгка — рибальство на рифах та лама — промислові експедиції на далекі відстані. Кожен із цих типів визначається характером місця лову, відстанню до промислових угідь, засобами й технологіями лову, а також переліком морської живності, що є об'єктом лову.
Нубба — це заняття жінок та дітей. На пляжах, прибережному мілководді та на рифах вони збирають у світлу частину доби трепангів, морських їжаків, їстівні морські водорості, молюсків, ракоподібних, тверді корали та губки й використовують їх для споживання та домашніх потреб.
Рибальство палілібу проводиться поблизу села або трохи далі у відкритих водах чи на коралових рифах, але додому рибалки повертаються в той же день. Ловлять рифових та пелагічних (тунець, скумбрія) риб, кальмарів та восьминогів, використовуючи волосінь, тролінг та кидання спису з човна. Зазвичай двоє чоловіків відпливають приблизно на два кілометри від берега й ловлять рибу на волосінь, яку тримають у руках. Волосінь доволі довга, на певній відстані один від одного до неї чіпляють до десятка гачків. Виходячи невеликою групою, рибалки також ставлять сітки різних типів. Списи застосовують як вдень, так і вночі для лову лобстерів та риби. Вночі пірнають біля коралових рифів з портативними ліхтарями, збирають трепангів, молюсків, восьминогів. У море можуть виходити й жінки, вони працюють разом із чоловіками.
Рибальство типу понгка здійснюється на рифах або у відкритому морі протягом кількох днів або тижня, ще день-два йде на подорож до місця призначення, так само щоб повернутися додому. Такі подорожі можуть здійснюватись цілими сім'ями, навіть розширеними, серед них можуть бути й жінки, але частіше в море виходять лише чоловіки. В минулому для понгка використовували вітрильні човни, тепер також невеликі моторні човни. Сітками ловлять рифових риб, для лову акул використовують довгу волосінь. Ловлять також черепах та іншу морську живність. За великою рибою відправляються переважно на великих човнах, що мають завдовжки понад п'ятнадцять метрів; такий промисел ведуть переважно з використанням вибухівки. Під час подорожі рибалки живуть у своїх човнах або в невеличких хатинках, спеціально збудованих над рифом. У таких хатинках не лише сплять, а й сортують, миють, зважують, сушать рибу, трепангів, молюсків. Під палубою на човні є спеціальний простір, заповнений льодом, тут зберігають улов.
Лама мовою сама — це одночасно іменник («вітрило») і дієслово («пливти»). Баджо добре знайомі із відкритим морем і звикли до далеких плавань. Їхні човни здатні перевозити доволі великий екіпаж на великі відстані. Наприклад, експедиції баджо з прибережних островів Сулавесі сягають вод Північної Австралії, Західного Папуа, Малуку, Балі, Малайзії та Сінгапуру. При цьому експедиції в Тиморське та Арафурське море, море Флорес тривають від одного до трьох місяців. Такі подорожі є комерційним підприємством. Головною промисловою рибою є тунець, добувають також плавці акул, панцири черепах, трепангів, голотурій, панцири трохусів тощо. Рибу зберігають свіжою, обкладаючи її льодом й обливаючи холодною прісною водою. Паралельно займаються торгівлею.
Далекі експедиції здійснюються цілий рік. У подорожі традиційно відправляються за сприятливої погоди, зазвичай з липня по грудень. Проте з появою великих моторних човнів стало менше обмежень на подорожі під час несприятливих умов у дощовий сезон мусонів. Небезпека тепер більше пов'язана з тим, що на борту немає рятувального обладнання. Більшість дорослих чоловіків баджо в певний період свого життя, а деякі з раннього віку, брали участь у рибальських або торгових подорожах на великі відстані. Плавання під вітрилами для багатьох молодих чоловіків є своєрідним обрядом переходу до дорослого життя. Значна частина чоловіків проводить у далеких експедиціях тижні, місяці чи навіть роки, тривалий час живучи в човнах. Деякі чоловіки чергують рибальські подорожі з іншими видами діяльності.
Існують традиційні місця промислу, куди баджо відправляються щороку. Зазвичай рибалки мають там базовий табір. Таким, наприклад, є селище Пепела на острові Роті. Тут збирається безліч човнів, що прибувають з різних островів Індонезії. Від Сулавесі подорож сюди зазвичай триває близько тижня залежно від вітру та кількості зупинок на шляху. Більшість човнів вирушає до Пепели в липні-серпні, а повертаються вони наприкінці листопада. Протягом вересня-листопада рибалки вирушають з базового табору на промисли, зазвичай за сезон вони здійснюють по декілька подорожей. Звичайна тривалість кожної становить від 20 до 30 днів. Між рейсами екіпаж зазвичай один-два тижні перебуває в Пепелі. Цього часу достатньо, щоб продати улов, провести технічне обслуговування, почистити човен, відремонтувати рибальське спорядження, купити додаткові запаси продовольства й дочекатися відповідного вітру, щоб знову відплисти на промисли.
Найкращі рибальські угіддя нерідко розташовані за межами дозволених зон, але деякі рибалки часто навмисно заходять до заборонених територій, ризикуючи бути затриманими за незаконний вилов риби. Ризик виправдовується можливістю отримати багатий улов. Затримання та конфіскація улову й човнів не стримують порушників, навпаки вони діють ще зухваліше, намагаючись компенсувати свої втрати.
Більшість методів та обладнання, які використовують баджо, схожі в різних регіонах. Через брак коштів їхні човни та рибальські знаряддя є простими. Човни невеликі, лише відносно недавно на них почали ставити двигуни. Багато човнів і досі часто ходять на веслах та під вітрилами. На заміну дерев'яним корпусам човнів прийшли пластикові. В човні присутні весла, коробка з гачками, ніж, грузила, пластиковий черпак для видалення води, кілька комплектів запасного рибальського спорядження, дерев'яна котушка з волосінню, каністра з бензином і пляшка з оливою для двигуна, принада для риби, лід та коробка з пінопласту до нього, буйки, прапорці тощо, а ще пляшка з питною водою, їжа, цигарки, особисті речі.
Перед тим, як човен зможе вийти в море, він має бути відремонтований, корпус почищений і покритий вапняною шпаклівкою, а зверху ще фарбою проти обростання. Після цього весь човен перефарбовується, часто з використанням яскравої гамми кольорів, родичі зазвичай фарбують свої судна в певному стилі. Вітрила та стоячий такелаж ремонтують, за потреби виготовляють нові комплекти, міняють канати та дроти. Перед відправленням іноді проводять пробне плавання в околицях села, щоб переконатися, що човен справний, за потреби корегують такелаж та вітрила. Перед виходом у море проводять спеціальний ритуал, читають молитви. Це має захистити човен і його команду від нещасть. Особливо важливим є такий ритуал, якщо минула експедиція не мала успіху. Після завершення церемонії чоловіки, що приймали в ній участь, залишаються в каюті й разом їдять. Власник човна також може організувати вечерю для капітана та екіпажу.
Залежно від розміру човна, кількість членів екіпажу коливається від чотирьох до десяти осіб. Більшість власників човнів самі виходять в море, зазвичай як капітани, але іноді як рядові члени екіпажу. Замість власника капітаном може бути його брат, син або інший близький родич. Члени екіпажу зазвичай пов'язані з власником човна або капітаном родинними чи приятельськими зв'язками. Існують спеціальні правила, що регулюють склад екіпажу. Наприклад, вважається табу мати трьох братів разом на одному човні. До складу екіпажу може входити також пунгава — «морський капітан», старша людина з великим досвідом плавання та знанням рибальських угідь. Очікується, що всі капітани, в тому числі й пунгава, мають деякі езотеричні знання (пангатонанг або ілму, індонез. ilmu), які включають різноманітні навички, знання молитов, заклинань та ритуальних дій, що дозволяють визначати сприятливі дні для подорожі, контролювати небезпечні погодні умови, «відганяти злих духів», лікувати хвороби, що спіткали членів екіпажу, ліквідовувати пошкодження, які зазнав човен у морі, тощо. Якщо капітан не володіє такими знаннями, це має компенсувати пунгава.
До числа обов'язків капітана належить також організація дозвільних документів та перепусток для себе й екіпажу. Капітан зобов'язаний вести облік усіх фінансових справ. Успіх плавання залежить від гармонійних стосунків між капітаном та його командою. Оскільки заробіток члена екіпажу визначає успіх подорожі, екіпаж зазвичай шукає найуспішніших капітанів. Капітану з поганою репутацією важко знайти собі команду. Натомість, капітан, який буває успішним кожного року, ніколи не матиме таких проблем. Доходи, отримані в результаті експедиції, за вирахуванням витрат, діляться на всіх. При цьому людина, що володіє човном та сітками, отримує більшу долю.
Риболовецьке спорядження включає плавучі (дрифтерні) сітки, павуки, волосінь, яруси, пастки, списи, гарпуни, підводні рушниці, приманки, принади, отруту. У минулому досить поширеним було рибальство на коралових рифах з використанням динаміту, але влада визнала його незаконним. Стало популярним пірнання з трубкою, недорогим видом дихального апарату, який дозволяє ловити на глибині рифових риб, лобстерів, трепангів і трохусів. Починаючи з 1950-х років, відбувалися швидкі технологічні зміни, основними з яких були впровадження промислових нейлонових сіток, використання вибухівки та моторизованих риболовецьких човнів.
Існує принаймні два способи лову на волосінь. Перший передбачає використання лише одного гачка, він практикується недалеко від села, до кількох годин плавання. Другий спосіб — це так званий ярусний лов, коли на волосінь чіпляється багато, буває навіть сотні, гачків з наживкою, зібраних в одну лінію («ярус»).
Технологію лову риби за допомогою рибальських сіток баджо називають нгамбай. Для різної риби використовують відповідні сітки. Ловлять у такий спосіб риб-папуг, губаневих, хірургових риб, сиганів. Щоб поставити сітку, потрібно 8–11 людей і цілий ряд спорядження: до семи з'єднаних разом нейлонових сіток рінгіога з поплавками патау та черепашками боле, а ще дві довгі мотузки таліамбай з дерев'яними поплавками тангкал. Поплавки з певним інтервалом прикріплені до верхнього краю сітки, а черепашки — до нижнього. Виходять у море щонайменше двома моторними човнами, роблять це рано вранці. Сітки ставлять неподалік села або й далі, шлях до місця риболовлі на рифах може тривати 2-3 години. Зупиняються в місці, де глибина становить 1-2 метри, головний човен ставлять на якір, пересідають на невеличкі човни й розтягують сітки. Їх лишають не більше, ніж на день, зазвичай взагалі не повертаються в село до закінчення риболовлі. Рибу заганяють у сітку. Вся процедура триває близько двох з половиною годин і зазвичай проводиться двічі на день. Із собою беруть також сітки-садки бандонг, дерев'яні кілки баллас, підсаки бандре, підводні рушниці (пана) та окуляри для плавання (качамата).
Риболовля з вибухівкою є забороненим способом лову, її вплив на природне середовище є катастрофічним. Проте, незважаючи на це, в окремих районах рибалки баджо ще донедавна широко використовували цей спосіб. За допомогою вибухівки здобувають більшу рибу, ніж іншими способами лову. Лише страх потрапити до в'язниці утримує баджо від її використання. Майже всі місцеві знають про те, що порушення закону мають місце, але це є публічною таємницею. В такий спосіб рибу ловлять лише чоловіки. Вибухівку виготовляють у домашніх умовах зі скляних пляшок, мінеральних добрив, сірників, маленьких лампочок, дроту та пластику. Рибалити відправляються на віддалені острови. Така експедиція триває в середньому чотири дні. Щоб риба не зіпсувалась, її зберігають у великих ящиках із пінопласту, наповнених льодом. Рибу, виловлену з використанням вибухівки, продають або місцевим торговцям, або безпосередньо споживачам на рибному базарі. Багато риби, яка продається торговцям, потрапляє на міжнародні ринки.
Експедиція за акулами є колективним підприємством. Такі подорожі тривають 20–30 днів, здійснюють їх з вересня по листопад. Акул традиційно ловлять за допомогою линви (коеланган-тансі), яка складається з довгої сталевої волосіні, свинцевого грузила та гачків; волосінь намотують на дерев'яний барабан з плоскою дерев'яною основою. Таке недороге знаряддя рибалки майструють власноруч. Спочатку ловлять наживку, тоді знаходять відповідне місце для риболовлі (зазвичай риф). Постановка ярусу займає до години й зазвичай здійснюється в другій половині дня. На всі гачки вдягають наживку. Якщо є вітер, ярус розтягують під вітрилом, якщо ні — доводиться веслувати. Линву позначають поплавками та прикріплюють до човна, що стоїть на якорі. Акул приваблюють брязкальцями під назвою гогоро, їх виготовляють зі шматка розщепленого з одного краю бамбука, на який нанизують половинки шкаралупи кокосового горіха. Екіпаж вечеряє, розважається, спить і по-черзі стоїть на вахті. Перед світанком ярус витягують, цю роботу екіпаж виконує без механічних пристроїв, і вона може займати години. Акул витягують на палубу. Як правило, вони вже мертві. Плавці відрізають і викладають або вивішують сушитися на сонці. Вони сохнуть близько трьох днів, на хвости потрібно більше часу. М'ясо з тушки можуть також зберігати, його нарізають смужками, солять і підвішують сушитись; проте нерідко тушку просто викидають за борт. Іноді частина спорядження пошкоджується, його доводиться лагодити або міняти. Акул ловлять також на мілководді, за слабкого вітру або безвітряної погоди, але цей спосіб риболовлі є небезпечнішим, оскільки акули живі, й їх ще потрібно вбити. Кількість здобутої риби за один вихід може сильно відрізнятися. Загалом протягом місяця команда може поставити яруси десять разів, але зловити при цьому лише 6-7 акул.
Багато чоловіків, жінок та дітей баджо володіють глибокими знаннями про речі, пов'язані з рибальством: техніка лову, види риби, виготовлення рибальських знарядь, будівництво човнів, майстерність володіння вітрилом, реакція на погодні умови. Багато місцевих рибалок здатні стояти прямо у вітрильному човні під час високих хвиль, не втрачаючи рівноваги. В своїх далеких експедиціях баджо покладаються на свої знання місцевості та навігаційні навички. Вони шукають знайомі орієнтири, враховують розташування рифів, мілин, проток, напрямок течії, ймовірність хвиль, характер припливів, головний напрямок вітру, розташування зірок. Компас (педоман) зараз часто використовують як додатковий навігаційний засіб. На борту деяких човнів є схеми або карти, але ними практично неможливо надійно користуватися без сучасних навігаційних приладів. Однак, незважаючи на такий набір навігаційних засобів і навичок, човен іноді може заблукати. Баджо також добре знають морське дно, можуть визначити глибину, придатну для риболовлі, використовуючи шнур з гирею вагою 1-2 кг.
Баджо рибалять цілий рік, якщо дозволяє погода, але риболовецька активність залежить від припливів і відпливів, мусонів та місцевих вітрів, течій, міграцій пелагічних риб та фази Місяця. Найкращий час для промислів на коралових рифах — останні місяці східного мусону, коли погода спокійна, а море абсолютно прозоре. Сітки зазвичай ставлять під час припливів і відпливів, це збігається з конкретними фазами Місяця. Припливи й відливи важливі також для збирання морепродуктів у прибережній зоні, пірнання в пошуках молюсків. В безмісячні ночі рибалки часто користуються ліхтарями.
У певні періоди, наприклад під час західного мусону та сезону дощів, обсяги рибальства настільки скорочуються через погодні умови, що відчувається дефіцит риби для домашнього споживання.
У 1950-х роках життя баджо стало особливо швидко змінюватись внаслідок переходу на осілість, технологічних змін, включення в ринкову економіку та подальшу ісламізацію. В Індонезії до цих процесів залучилася держава. Зміни були поступовими, в різних громадах проходили в різний час. Підвісні двигуни підвищили мобільність рибалок та ефективність їхньої праці, але також зробили людей більш залежним від ринкової економіки. «Формальна раціональність» все більше і більше приходить на зміну «змістовній раціональності». Людям потрібно заробляти гроші. Відтепер готівка потрібна не лише для придбання продуктів або одягу та побутових предметів, а й для купівлі двигунів, бензину, оливи, рибальського знаряддя.
Незважаючи на екологічну деградацію морів на архіпелазі, масштабна риболовля все ще триває, і, очевидно, залишилося достатньо риби, щоб ця діяльність була прибутковою. Баджо в основному ловлять рибу в невеликих масштабах. Для них рибальство — це не те, що принесе великі статки, а спосіб вижити. Лише деякі баджо беруть участь у промисловому рибальстві, наймаючись працювати в іноземні компанії, наприклад японські.
Здобуті морепродукти використовуються для харчових потреб сім'ї, дещо роздають сусідам та родичам, а основну частину продають, зазвичай на місцевому рибному базарі. Ціни договірні. Вибір риби та морепродуктів тут великий. Більшість продає лише свіжу рибу, але деякі сім'ї рибалок, щоб їхня риба отримала додаткову вартість, переробляють її перед продажем: коптять, солять, сушать на сонці. У селах, розташованих неподалік від міських районів, улов можуть також продавати безпосередньо роздрібним торговцям або здавати гуртовим трейдерам, які постачають рибу на внутрішні та міжнародні ринки. Загалом, найціннішими морськими або прибережними продуктами в цій частині світу є свіжа та сушена риба, яйця та панцир черепах, трепанги, їстівні ластів'ячі гнізда, водорості, дорогоцінні раковини, перлини, особливий тип чорних коралів (акар-багар), з якого виготовляють браслети. З історичних часів основна частина цих товарів призначалася для китайського ринку.
Торгівля завжди займала важливе місце в господарстві баджо. Традиційно вони є постачальниками морепродуктів. На отримані гроші часто купують на базарі інші продукти (рис, саго, кукурудза, фрукти, овочі, яйця), а також тютюн, одяг, деревину, бамбук, кухонне начиння, меблі, книжки тощо. Баджо майже ніколи не купують рибу самі. Із залученням до ринкової економіки вони стали більш залежними від зв'язків із суходолом. Тепер їм потрібно купувати навіть речі, що використовуються для рибальства: мотори, бензин та оливу для човнів, лід для зберігання риби в прохолодному стані під час далекої подорожі. Для цього потрібні гроші, й вони мусять ловити на продаж рибу для покриття необхідних витрат.
Прибутки від продажу риби часто низькі, а витрати — навпаки високі. Рибальство не завжди приносить прибуток. Іноді витрати перевищують доходи. Людям часто доводиться позичати гроші в інших.
Окремі баджо займаються міжострівною торгівлею та транспортними перевезеннями. Наприклад, із Сулавесі вони везуть маніок для продажу на інших островах, відправляються до Сінгапуру та Малайзії, де дешево купують вживані речі, а тоді перепродують їх на рідних островах.
Морських кочівників нерідко звинувачують у контрабанді, забрудненні та знищенні навколишнього середовища. Часто це пов'язане з тим, що на практиці вони не мають альтернатив у здобуванні засобів до існування. В умовах жорсткої конкуренції з боку добре в технічному плані оснащених комерційних рибалок та безжального вилову ними риби, рибалки баджо нерідко вдаються до використання динаміту та ціанідів. Різниця в цінах на території Малайзії та Філіппін стимулює контрабанду по обидва боки кордону, яка відкриває нові прибуткові можливості для людей, тісно пов'язаних із морем. В минулому окремі групи баджо іноді займалися піратством.
Крім морських промислів, баджо займаються будівництвом човнів, збиранням лісової продукції, трохи землеробством; у деяких громадах є люди, що володіють певними видами ремесла (гончарство, ткацтво, ковальство тощо). Прибережні та суходільні групи, як правило, спеціалізуються на певному напрямку торгівлі або ремісничого виробництва.
Будівництвом човнів і пов'язаною з ним заготівлею лісоматеріалів традиційно займаються чоловіки. Особливо розвинулось човнобудування серед баджо на острові Сібуту в архіпелазі Сулу.
Свої човни, як малі, так і великі, баджо споруджують вручну. Робота виконується місцевими кваліфікованими майстрами без будь-якого проєкту, використовується деревина спеціальних місцевих дерев. Деревину купують у сусідніх селах або самостійно вирубують у лісі, беруть також деревину, викинуту морем на берег. Її використовують не лише для човнів, а й для будівництва хат, а також як паливо.
Човен (перагу) для баджо має особливу культурну цінність і символічне значення. Люди, що займаються будівництвом човнів, здобули також езотеричні знання, знають правила проведення ритуалів. Всі важливі етапи цієї справи супроводжуються обов'язковими ритуалами. Робота починається в виготовлення кіля, поздовжнього елемента, що є основою нижньої частини човна; для нього вибирають масивну цільну дошку. Вважається, якщо на цій дошці є сучок або вічко, це приноситиме удачу. Довжина кіля визначає розміри човна, вона вимірюється із дотриманням ритуальних правил. Починають це робити з правої ноги, правою ногою й закінчують, відмітку ставлять на рівні між основою нігтя та першим суглобом великого пальця. За іншим способом, беруть мотузку й кілька разів обмотують її навколо живота майбутнього власника човна, таким чином отримують потрібну мірку. Завдяки цим традиціям човен «індивідуалізують» або «налаштовують»; інакше, як уважають, слід чекати на нещастя.
Кіль підтримується дерев'яними колодами-шпангоутами (каланг) і з'єднується з носовим (памару-мунда) та кормовим (памару-булі) стояками на шипах й за допомогою врізних (гніздових) з'єднань (лесоанг). При цьому кіль символізує жінку, а стійки — чоловіка, шип, яким вони з'єднуються, — пеніс, гніздо — піхву, а сам процес з'єднання — статевий акт між чоловіком та жінкою, тобто весь процес сприймається як зачаття перагу. Процедура з'єднання кіля зі стійками супроводжується спеціальним ритуалом: приносять жертви (бетель, вапно, монети, цигарки), читають молитви, на шип кладуть шматок білої тканини, а в гніздо невеликий шматочок золота. Це має забезпечити гармонію на борту човна. Посередині кіля роблять спеціальний отвір — бебол, це «пупок», в якому «житиме» душа човна. Свердлування цього отвору є найважливішим моментом у будівництві човна. Це велике свято в селі, навколо збирається багато людей. Роботу виконує спеціальний фахівець з ритуалу. Він особисто визначає місце для отвору, а саме свердлування проводиться як частина спеціальної церемонії із підношенням їжі та читанням молитви. Таким чином люди «оживляють» перагу. В кінці дійства чоловіки спільними зусиллями колективно спускають човен на воду.
Великі човни також мають дерев'яний корпус, але поздовжні елементи збирають із декількох шматків суцільної деревини.
Люди, що мають певні навички, займаються виготовленням каджангів — килимків, що використовуються для покрівлі. З пандану як на продаж, так і для домашнього використання, плетуть капелюхи від сонця, контейнери для харчових продуктів. Майстри баджо традиційно виготовляли браслети та інші прикраси з черепашок, гребінців та панцира черепах, виконували кваліфіковані столярні роботи, прикрашали різьбленням хати та човни, виготовляли предмети інтер'єру та надмогильні споруди. Окремі люди займаються видобуванням вапна та солі, приготуванням смоли для шпаклювання човнів, інші майструють окуляри для пірнання, продають сумки, одяг та шарфи, перероблені з інших речей.
У районі Темпасук (малай. Tempasuk) на заході Сабаху жінки баджо тчуть кілька видів полотна. Тканину каїн-мога з дрібним, дещо похмурим малюнком використовують переважно як шторки, що відгороджують окремі частини кімнати. При виготовленні тканини дестар використовують яскравіші барвники й часто додають фігуральні мотиви. З прямокутних елементів такої тканини зшиті популярні серед чоловіків квадратні головні убори.
Баджо нерідко шукають собі заробіток на суходолі. На Сулавесі одним із таких занять є видобування вапняку. Роблять це з використанням кирки, кувалди та лопати; робота важка, але вважається жіночою, багато жінок займаються нею, поки їхні чоловіки ловлять рибу. Серед людей, які займаються видобутком вапняку, є й підлітки та люди похилого віку, чоловіки виконують цю роботу тільки коли не мають човна. Видобувають і продають також різноманітні коралові породи з навколишніх рифів, які використовуються як будівельний матеріал. Зазвичай поселення баджо стоять поруч із заростями ніпи та манграми, тут люди знаходять собі сезонну роботу, збираючи солому або вирубуючи дерева. Найчастіше цим займаються під час північно-західного мусону, коли шквали та шторми заважають риболовлі у відкритому морі.
Дехто має власні магазинчики й займається торгівлею. Є люди, що працюють поліціянтами, вчителями, медсестрами, водіями водних скутерів, що використовуються як таксі, але таких небагато. Кілька груп баджо в окремих районах Сабаху та Сулавесі стали працювати в галузі туризму.
Баджо західного узбережжя Сабаху зазвичай розселені трохи далі від моря й вирощують рис на заливних полях, розводять велику рогату худобу та коней. Є окремі землеробські села баджо також у Центральному Сулавесі, на архіпелазі Сулу. Основними продовольчими культурами є рис та маніок. Крім того вирощують імбир, цукровий очерет, кукурудзу, банани, помідори, ямс, квасолю, інші фрукти та овочі.
На більшій частині території свого проживання баджо володіють невеликими насадженнями кокосової пальми й виготовляють з її горіхів копру, яка йде на продаж, але обсяги цього виробництва незначні й не дозволяють повністю забезпечити потреби сім'ї.
Рибальство, будівництво човнів, обробка заліза та міжострівна торгівля — це чоловічі заняття. За винятком груп, що кочують у човнах, рибалити зазвичай вирушають екіпажі, що складаються лише з чоловіків, Жінки займаються переважно домашніми справами, у вільний час вони плетуть килимки, виготовляють глиняний посуд, як на продаж, так і для домашнього використання. Жіночим заняттям є також переробка й підготовка до продажу риби. Жінки, які мають на це час, нерідко тримають власний дрібний бізнес. Звичайним явищем є торгівля, яку сільські жінки ведуть прямо з дому або з невеличкого кіоску, як правило, це перепродаж товарів. Жіночим заняттям є й видобування вапняку. Жінки та діти збирають морепродукти на пляжі або біля берега. Землеробством і торгівлею займаються й чоловіки, й жінки, можуть це робити разом.

## Суспільство
Локальні громади баджо помітно відрізняються як за напрямком господарської діяльності, так і за типом поселень. Відповідно різняться й форми їхньої соціальної організації. Проте за своєю суттю всі вони дуже схожі й побудовані за принципом групових відмінностей в розрізі «я-він» або «ми-вони». Всюди баджо не вистачає політичної єдності. На відміну від своїх суходільних сусідів, що домінують у регіоні, вони ототожнюють себе в межах безлічі дрібних, сильно фрагментованих місцевих груп, жодна з яких не є достатньо інтегрованою або достатньо великою, щоб існувати як самостійна політична одиниця. Більшість цих груп розрізняються топонімічно — за назвою окремого острова або групи островів, які вважають своєю батьківщиною або основним районом проживання. Виняток становлять групи, що живуть і кочують у човнах, які не прив'язують себе до певної ділянки суходолу.
Внутрішня організація в громадах баджо може бути різною. Серед груп, що мешкають у човнах, кожен човен, як правило, є домівкою окремої нуклеарної сім'ї. Часто разом із ними живе ще один або два родичі, таким чином, у середньому кочова група налічує 5-6 осіб. Така певною мірою розширена сім'я водночас є й самостійною господарською одиницею. Періодично, в перервах між рибальськими експедиціями, сім'ї повертаються до місць своєї відносно постійної стоянки (самбуанган). Тут на якорі зазвичай стоять разом 2-6 тісно пов'язаних між собою сімей. Ці групи об'єднуються в альянс, що зветься пагмунда. Вони разом ловлять рибу на сезонних ділянках, разом стоять на якорі, часто діляться їжею, разом використовують сітки та інше знаряддя. Задля безпеки та контролю над своїми природними ресурсами, кочівники, як правило, пересуваються невеликими групами з 10–20 човнів (плавучих хат), на кожному човні — окрема сім'я. Загалом така громада складається з 50-150 осіб.
Сьогодні більшість баджо живе розпорошено прибережними групами родичів в невеличких поселеннях, часто в оточенні більш численних суходільних народів, з якими перебувають у тісних контактах.
Мобільність лежить в основі соціального й економічного життя баджо. Люди регулярно переїздять і можуть проводити короткий або тривалий період часу в різних населених пунктах. Міцні споріднені зв'язки існують між усіма сусідніми селами баджо, а також з громадами, розселеними досить далеко на інших островах. Наприклад, баджо з островів, розташованих на південний схід від Сулавесі, підтримують зв'язки з родичами з Флоресу, Малуку, Сулавесі, Східної Яви в Індонезії та Сабаху в Малайзії. Вони обмінюються знаннями, історіями, досвідом, вкладаються шлюби між баджо з різних островів. Існує широке суспільство баджо, що забезпечує людям «фіксовані опорні точки», які використовуються під час подорожей. Екіпажі човнів у далеких експедиціях часто включають родичів з різних сіл.
Первинною одиницею суспільства баджо є домогосподарство. Зазвичай це нуклеарна сім'я, яка, залежно від стадії свого розвитку, може зберігати певні риси розширеної сім'ї, включати старих батьків, дорослих дітей, одружених братів та сестер. Вони живуть під одним дахом, мають спільне вогнище, разом харчуються. Кожне домогосподарство має визнаного голову. Останній, як правило, є власником хати, найчастіше це чоловік, який продовжує активно заробляти на життя. Він є речником домогосподарства, а всю групу ототожнюють за іменем власника хати як його тіндуг (послідовників).
На зборах жінки сідають спереду, чоловіки — позаду них. Зі сторонніми розмову ведуть переважно чоловіки.
Два-п'ять домогосподарств, що живуть поруч в одному селі, об'єднуються в тумпук або баанан. Один із голів домогосподарств визнається речником всього тумпука. Окремі групи, на чолі яких стоять особливо заможні чи ефективні лідери, можуть бути значно більшими, адже приваблюють до себе більш віддалених родичів та свояків.
У деяких випадках тумпук збігається з парафією, члени якої належать до однієї мечеті (приходу). Однак частіше парафія включає більше одного кластера, причому представник одного з тумпуків, як правило, власник або спонсор мечеті, визнається лідером усієї парафії. Парафія може відповідати селу, але може бути й більшою чи меншою за нього. У селах, де є більше однієї парафії, один голова парафії, маючи підтримку більшості представників домогосподарств, виконує функції старости села.
Історично склалося так, що кочові групи не володіли землею або іншим майном на суходолі. Відголосом цієї ситуації є той факт, що серед прибережних і суходільних груп баджо фактично не існує жодної форми корпоративної власності, а житлові хати, як і сільськогосподарські землі утримуються й передаються в спадок за індивідуальним правом володіння.
Групи, що давно живуть у прибережних та у внутрішніх районах, завжди мали власні парафії, а також сільських та регіональних керівників. Хоча в старі часи влада окремих лідерів була зосереджена на місцевому рівні, кожен історично був зв'язаний відданістю султану або голові місцевої адміністрації. Сьогодні регіональні лідери функціюють здебільшого в контексті здійснення державних обов'язків і, як правило, є сполучною ланкою між лідерами громад та національною адміністративною структурою в кожній із трьох країн, до проживають баджо.
Традиційно кочові громади баджо були виразно егалітарними й мали дуже низький рівень соціального розшарування. Вони відзначалися низьким рівнем формальної організації та високим рівнем гнучкості й взаємодії. Ділитися їжею та речами для баджо — ефективний спосіб впоратися з труднощами. Всередині громади взаємодопомога має не тільки практичні, а й соціальні функції. Взаємність передбачає, що люди можуть очікувати на допомогу у відповідь, коли цього потребуватимуть. Ця риса залишається характерною й для осілих громад баджо Сабаху.
У деяких громадах, які в минулому були тісно пов'язані з регіональною торгівлею, сформувалася система стратифікації, подібна до систем, що існують у громадах, що домінують у відповідних регіонах (таусуги, магінданао, буги та ін.). Ця система передбачала поділ суспільства на шляхту лоло, шляхту, що змішалася з іншими племенами (пунгава), простолюдинів галаранг та рабів ате. Наявність рабів була поширеним явищем в XVIII—XIX ст., але згодом вони отримали свободу, а деякі навіть зайняли високі позиції в суспільстві. Шляхта не мала права одружуватись з простолюдинами або представниками нижчого класу.
Авторитетом в суспільстві користуються дукуни (шамани) та сільські голови. Ці люди, крім іншого, зазвичай володіють знаннями з історії та міфології народу. Ті, хто володіють магією, мають відповідний статус і престиж у громаді.
Бути заможним у суспільстві баджо престижно. Незаможні люди соромляться того, що вони бідні. Порівняно дорогий кам'яний будинок на землі підвищує статус людини. Пожертва закят також може підвищити суспільний статус. На весіллі заможні люди підкреслюють свій статус і статки гарним одягом, кількістю та якістю страв. Діти мріють про те, що, коли вони виростуть, матимуть добре оплачувану роботу й високий статус у суспільстві. Люди, які живуть у хатинах над морем, вважаються бідними. До цієї категорії належить більшість баджо, особливо на півдні Філіппін та в Східній Індонезії.
Родинні стосунки в баджо є двобічними (білатеральні), генеалогічна пам'ять, як правило, неглибока, а родинних груп з корпоративними функціями бракує. Термінологія спорідненості наголошує на поколінні, лінії походження та відносному віці. Походження саме по собі в суспільстві баджо має мало соціального значення, головний акцент робиться на неформальних зв'язках. Спорідненість має очевидне значення в питаннях спадкування та піклування про літніх батьків, але не в повсякденному житті. Родичами (кампонг) баджо називають близьких людей, незалежно від того, існують між ними родинні зв'язки чи ні. Вони протиставляють їх не-родичам, або «іншим людям» (аасадді).
Серед родичів розрізняють окремі лінії (турунан), що походять від спільного предка. Близькі по крові родичі (дампаланакан або дампоун) — це, як мінімум, ті, що мають спільних бабусь і дідусів (мбо). Серед дампаланакан взаємодопомога вважається обов'язковою, якщо стосунки не розриваються формальною ворожнечею (банта). Взаємодопомога застосовується в різних ситуаціях: обряди життєвого циклу, хвороби, економічні труднощі, судові процеси, конфлікти. Близькі родичі зазвичай складають ядро багатосімейних домогосподарств, кластерів домогосподарств та парафіяльних груп.
Контакти між різними групами підтримуються шляхом вкладання шлюбів, частих взаємних візитів та переміщення сімей з однієї групи в іншу. Такі стосунки, а також спільний статус відносно навколишнього населення, підсилюють спільне відчуття єдності й відмінності від інших.
Шлюб у баджо переважно моногамний. При виборі подружжя надають перевагу родичам, це сприяє збереженню соціальної ієрархії. При цьому з числа потенційних кандидатів виключають дітей братів та тих, кого вигодувала одна мати чи годувальниця. Шлюб може вкладатися як за згодою батьків, так і через втечу або викрадання. Погоджений шлюб — це ідеальний варіант, але втеча також трапляється часто.
Як правило, до одруження молодь живе з батьками. Після одруження не існує жорстких правил щодо того, де молодята мають жити. В ідеалі це має бути неолокально (нова окрема хата), але оскільки для придбання або будівництва нової хати потрібно багато грошей, цей варіант доступний не всім молодятам. Тому вони живуть патрилокально (з батьками чоловіка) або матрилокально (з батьками дружини), це залежить від конкретних житлових умов та ситуації. Прийнято, що протягом двох-трьох років після одруження пара повинна створити власне домогосподарство. Виняток становить лише одна дитина, як правило, наймолодша, яка зазвичай залишається доглядати за батьками в старості. Нові хати зазвичай ставлять поруч з домогосподарством батьків дружини.
Після переходу на осілість соціальні та етнічні кордони почали руйнуватися, баджо стали одружуватись із представниками інших верств та народів. При цьому, якщо батько належить до числа баджо, його діти також уважаються баджо. Стосовно матері це правило не діє. Проте, щоб бути «справжнім баджо», як батько, так і мати мають бути баджо.
Розлучення, повторний шлюб та народження дітей з новим партнером є загальноприйнятими явищами. Розлучення часто трапляються протягом перших двох-трьох років шлюбу. Повторний шлюб є відносно легким для обох партнерів. Розлучення в другому шлюбі трапляється рідко.
Спадщина, як правило, не залежить від статі дітей. Проте є багато речей, які через спосіб їхнього використання пов'язані з певною статтю, таке майно зазвичай переходить від батька до сина або від матері до дочки. Прикладами традиційного чоловічого майна є худоба, сільськогосподарські земельні ділянки, підвісні гонги та рибальські човни. Жіноче майно включає предмети домашнього вжитку, кухонне начиння, ювелірні вироби та кулінтангани (стаціонарні гонги). Крім того, баджо розрізняють майно, придбане в шлюбі, та майно, успадковане окремо, на яке подружжя власника не має прав.
Морський спосіб життя баджо, якого вони дотримувались протягом багатьох століть, погіршив їхній соціальний статус серед панівних культур. Сусіднє населення сприймає кочові групи як найнижчий прошарок суспільства, що обумовлене їхнім проживанням у човнах та анімістичними переконаннями. Екологічна сегрегація сприяла їхньому статусу парій. Політично домінуючі групи регіону історично сприймали баджо як боязких, ненадійних підданих і ставилися до них з презирством. Однією з причин такої ситуації є загальне упередження щодо того, що з таким способом життя ці люди не можуть бути справжніми мусульманами, хоча номінально вони й прийняли іслам. Мешканці суходолу мають сильні забобони й негативні стереотипи стосовно морських кочівників. Вони сприймають мешканців човнів як первісних, диких і нецивілізованих людей з браком інтелекту, зовні й морально нечистих, просякнутих анімістичними віруваннями та звичаями, що перебувають на хибному боці ісламського вчення. З іншого боку, сусіди вважають, що баджо володіють магією, й бояться їх.
Баджо завжди уникали зайвої взаємодії зі сторонніми й були орієнтовані всередину власної спільноти. Щоб протистояти негативному образу, який мають про них інші, вони створити власний позитивний образ про себе, що дозволяє їм ігнорувати зовнішні стереотипи. На перший план висувається поняття рівності всіх членів громади, й воно використовуються для побудови власної ідентичності.
Подорожі та рибальська діяльність баджо регулюються нормами адата. Для баджо адат — це більше, ніж просто звичаєве право; він охоплює інституції та ритуали, пов'язані з традиційними практиками, а також соціальні норми, правила та санкції, які застосовуються майже до всіх аспектів життя й забезпечують повний кодекс поведінки. Коли баджо говорять про «дотримання звичаїв їхніх предків», вони включають до цього поняття всі форми поведінки, пов'язані з подорожами човном та риболовлею. Адат передається з покоління в покоління, а молодші члени екіпажу отримують відповідні інструкції та досвід від старших. В процесі звичайного повсякденного життя знання, навички та погляди, пов'язані з морем, передаються від батьків дітям.
Особливо після 1950-х років все більше баджо стало переходити на осілість. Це позитивно відбилося на сприйнятті їх народами-сусідами. Коли певна група переходила до осілого життя, її статус майже відразу зростав. Створення постійних поселень зменшує негативне сприйняття баджо іншими громадами. Вважається, що тепер вони здатні створювати й розвивати матеріальну культуру, й, отже, гідні вважатися рівними в культурному плані.
В Індонезії, Малайзії та на Філіппінах у середовищі баджо з'являється дедалі більше успішних політиків, бізнесменів та митців, які є взірцем для наслідування для одноплемінників. На території західного Сабаху та частини Сулавесі здійснюються державні програми підтримки кочовиків, що здійснюють перехід до осілого способу життя. В деяких районах за кілька поколінь відбулося перетворення колишніх рибалок на успішних фермерів. Реалізуються програми боротьби з бідністю, розроблені спеціально для громад баджо.
«Справжніми» баджо вважаються ті, що живуть у човнах або в хатинках на палях, але люди вважають за краще жити на землі. Незважаючи на свої навички, діти баджо не виявляють бажання стати рибалками. Дівчата також соромляться виходити в море, як це раніше робили всі жінки баджо. Вони бояться, що їхні друзі сміятимуться з них, і що з потемнілою від сонця шкірою буде важко знайти або утримати коханого хлопця.

## Побут
Все своє життя більшість баджо проводить на воді або на березі. Такий спосіб життя обумовив їхню дуже елементарну матеріальну культуру. Навіть серед сучасних спільнот Південно-Східної Азії, які мешкають в човнах та на березі, прагнення до матеріальних статків часто відкидається як культурний рефлекс. Більше того, громади баджо часто свідомо відмовляються від запозичення технічних новацій ще й через те, що уникають малорухливого способу життя, оскільки це в кінцевому підсумку призведе до їхньої асиміляції до складу суходільних громад. Натомість вони підкреслюють свободу та відчуття своєї унікальної ідентичності, який дає їм їхній традиційний спосіб життя. Деякі групи мають табу на споживання м'яса та яєць від будь-якої сухопутної тварини. Морські кочівники скаржаться, що їм паморочиться в голові, коли не бачать моря, й вони фізично хворіють, коли будь-яким чином заглиблюються вглиб суходолу.
Любов до моря є елементом ідентичності баджо. Вони навіть уважають, що море має багато цілющих властивостей. Люди вірять, що пиття морської води лікує від малярії, морської хвороби або гарячки. Так само цілющим вважається купання в морі. Цілющі властивості приписують і морепродуктам.
Люди багато часу проводять на морі, через це вони мають відносно темну шкіру, а волосся часто вибілюються сонцем та сіллю. Темний колір шкіри сприймається як етнічна характеристика баджо й асоціює їх із бідністю, тому що вони часто проводять багато часу на свіжому повітрі.
Незважаючи на свою лінгвістичну обізнаність, багато баджо залишаються сором'язливими в спілкуванні із суходільними громадами; тримаються замкнено. Ці традиційно неагресивні люди, стикаючись з агресією, вважають за краще втекти, ніж піти на фізичне протистояння. Незважаючи на те, що більшість баджо незаможні, вони, як правило, дуже позитивно налаштовані. Люди часто жартують, посміхаються й багато сміються, про проблеми говорять з іронією. Їм вистачає декількох хвилин, щоб відійти від розчарування, після чого вони знову починають співати й жартувати.
Чоловік та дружина в сім'ях баджо зазвичай приймають рішення разом. Хоча чоловіка часто вважають за голову домогосподарства, саме жінки відповідають за те, коли їхні чоловіки вирушають на риболовлю. Не лише жінки, а й чоловіки також проводять багато часу з дітьми.

### Житло
Хоча більшість баджо тепер перейшла на осілість, деякі з них все ще живуть у човнах і зберігають кочовий спосіб життя. Човен для цих людей і досі є водночас і житлом, і засобом пересування. Над човном споруджують дах, що перетворює його на просту хатинку. На човні люди готують їжу, їдять, миються, сплять. Для груп, все життя яких проходить на морі, земля є лише місцем поховання мерців.
Проте в більшості районів баджо вже повністю відмовились від життя в човнах, це вважається старомодним і абсолютно непрактичним, життя в човнах лишилося лише як спогад про минуле. Нині ідеал — це коли хата стоїть на землі, але недалеко від моря. Люди більше не уявляють, як можна жити в човні без достатньої кількості прісної води, їжі, серед високих хвиль, переживати шторми. Лише в окремих випадках деякі місцеві рибалки проводять кілька днів у човнах, відправляючись у далекі експедиції.

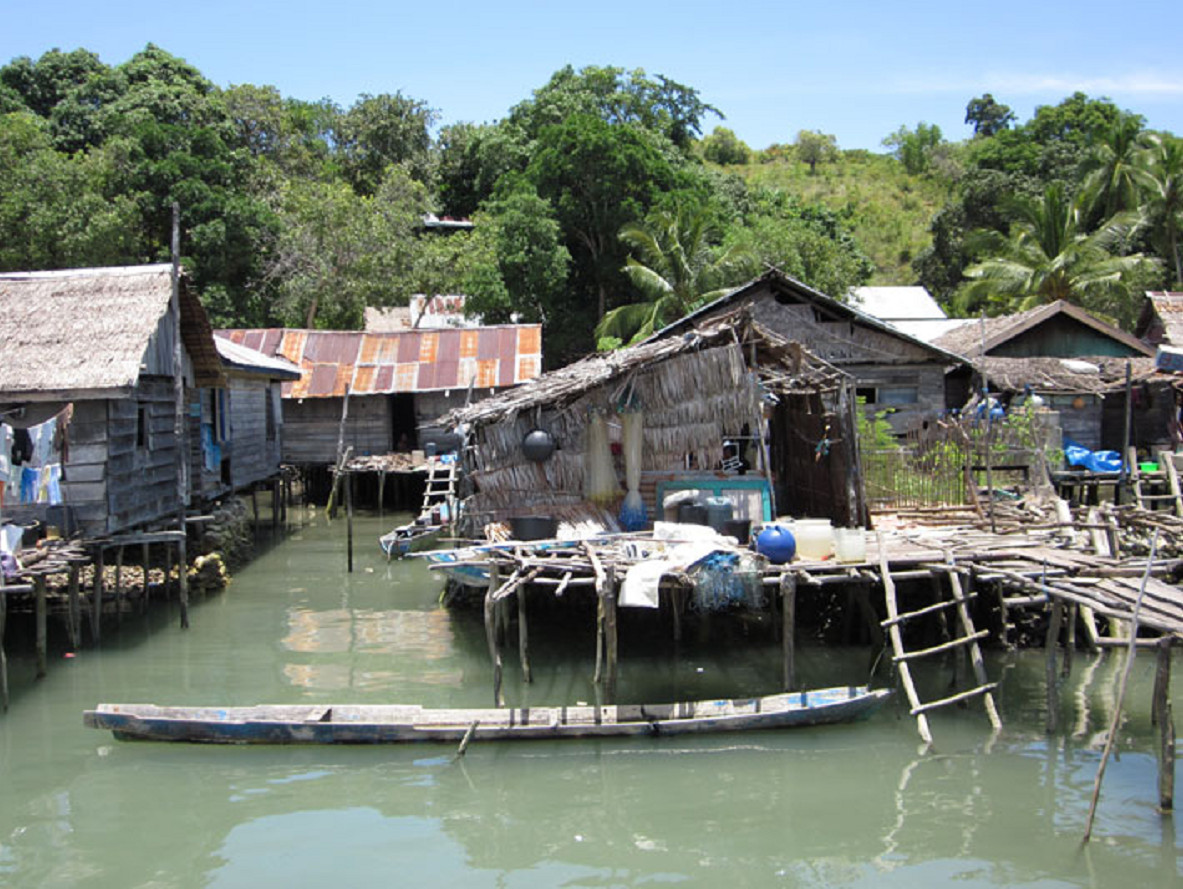
Село баджо на південному заході Сулавесі.

Переважна більшість баджо тепер живе в дерев'яних або бамбукових хатинах, що стоять на високих палях над мілководними прибережними ділянками моря та лиманів, уздовж добре захищених ділянок берегової лінії, на кордоні між сушею та морем. Вони звуться вабаро й стали тепер типовим житлом баджо. Це примітивні хатинки, одні з них стоять над водою, інші — на землі, є також хати, що є поєднанням цих типів. Часто хати ставлять на коралових скелях. Характерно, що вабаро ніколи не стоїть далі, ніж за 30 метрів від моря, але й не далі, ніж за 20 метрів від суші.
Поселення відзначаються щільною забудовою. Хати стоять рядами й розділені водними шляхами або каналами різної ширини. Вони пов'язані між собою та суходолом мережею вузьких пішохідних містків з тонких дерев'яних дощок або відрізків бамбука, що також стоять на палях. Великі палі виготовляють із кокосової пальми, менші — з будь-якої деревини. Селом пересуваються човнами, іноді ходять пішки. Всюди снують човни різних видів.
Хати в прибережних громадах баджо часто бувають невеликими й абияк збудованими; деякі з них занадто низькі, щоб людина могла стояти всередині на повний зріст. При будівництві житла використовують бамбук, деревину з пальми ніпа, цеглу або солом'яні панелі з пальмового листя. Хати, що стоять на коралових скелях, зазвичай збирають з купованих конструкцій. Вони міцніші за хати, що стоять над морем, і, за потреби, їх можна розібрати й поставити на новому місці.
Будівлі мають квадратну або прямокутну в плані форму. Хати стоять на палях на висоті 1-2 метри над землею або високою водою. Вони завжди одноповерхові, стіни зроблені з дерев'яних дощок або з килимків із пальмового листя. Дах має загострену форму, криють його шифером, бляхою або сухим пальмовим листям. Типова хата баджо складається з єдиної кімнати й не має перегородок, але деякі помешкання мають кілька кімнат. Вікна з рамами, але без скла. Вабаро рідко фарбують, стіни зазвичай мають сірий колір через вплив вітру, сонця та морської солі. Ці хати неміцні, їх можна використовувати лише близько трьох років, після чого потрібна реконструкція.
Меблів у хатах майже немає. Звичайним елементом інтер'єру є ганаян — рясно прикрашений різбленням стелаж. Все життя проходить переважно на дерев'яній підлозі. Тут люди їдять, розмовляють, сплять. Крізь щілини в стінах видно море.
Кожна хата має прямий вихід до води, біля хати є місце для швартування човнів. Вхідні двері зазвичай виходять на відкриту веранду або майданчик, який часто є й зоною, де виконуються спільні роботи. Це дерев'яна платформа, що стоїть на палях. Тут обробляють, готують і споживають рибу, встановлюють мотори на човни, заточують ножі, ремонтують човни, двигуни та сітки, навіть будують човни, а ще спілкуються й розповідають історії про море. На платформі також часто сушать рибальське знаряддя, зберігають ємності з прісною водою тощо. Ззаду до хати часто прибудовують солом'яну з дерев'яною або бамбуковою підлогою кухню. Їжу готують на кухні або на платформі біля хати. Вогнище розводять на землі або на спеціальній дерев'яній конструкції, палять дрова.
Водопроводу та каналізації зазвичай немає. Біля деяких хат є маленькі туалетні будки, що стоять над водою. Одним туалетом часто користується кілька сімей. У хатах, де туалету немає, люди зазвичай мочаться в кутку на кухні. Екскременти через отвір у підлозі потрапляють прямо в море. Морська течія забезпечує процес самоочищення, але в умовах щільної забудови, особливо на коралових рифах, де море неактивне, вода застоюється, відходи й сміття накопичуються, стоїть сморід. Купаються найчастіше на вулиці, використовують прісну воду, яка зберігається в керамічних банках або в пластикових каністрах. У деяких хатах є окрема кабінка для умивання.
Життя у вабаро пропонує деякі переваги порівняно з хатами, розташованими на землі. Човен підпливає безпосередньо до хати, тут менше щурів і комах, тут люди почуваються комфортніше, адже морський бриз майже постійно несе прохолоду, умови життя тут більш гігієнічні, оскільки відходи можна скидати прямо у море. Вабаро стоять на високих палях і зазвичай розташовані вище над морською водою, ніж хати, що стоять на суходолі. Це також є перевагою в умовах надзвичайно високих припливів і відпливів. Але в такого житла є й недоліки: тут не можна влаштувати бетонну підлогу, кожні 5-6 років палі потрібно міняти (на це потрібні час, сили та гроші), до суші потрібно діставатися човном. Крім того, жити у вабаро небезпечно, шторми й великі хвилі можуть легко їх пошкодити. Нерідко люди, що живуть над морем, гинуть у розпал морської стихії.
Люди часом соромляться жити у вабаро. Такі хати сприймаються як тип житла для бідних людей. «Ідеальний будинок», за місцевими поняттями, розташований на земельній ділянці, збудований з каменю, має пофарбовані стіни, кілька поверхів, критий металом дах, водопровід та центральне електропостачання. «Ідеальний будинок» — це символ статусу, люди з грошима мають мешкати саме в такому житлі. Більшість мешканців вабаро воліла б за краще жити на землі, але житло на суходолі є дорогим, землі тут мало, й ціни на неї високі, особливо як для найбіднішого населення. Як вихід із ситуації мешканці хатинок над морем насипають каміння під своє житло, поступово перетворюючи свої вабаро на морі на вабаро на землі. Кількість ґрунту також збільшується в результаті дії припливів та відпливів. Загалом баджо воліють жити на землі, однак для них важливо, щоб їхнє житло розташовувалось поруч із морем, адже їхнє життя тісно пов'язане з морем і рибальством.
У селах на суходолі, але розташованих далі від узбережжя, є окремі дерев'яні хати, що стоять на дерев'яних палях, зроблені так само, як і хати над водою, але більшість хат тут збудовані з цементу та цегли. Якщо в селах над водою жителі користуються містками з дощок, то в селах на суходолі є довгі канали. Місцеві жителі зазвичай легко пересуваються селом і користуються мостами лише при перетині водних шляхів шириною близько 3 метрів. Люди в селах на суходолі зазвичай заможніші. В селах цілком землеробських громад баджо, що розташовані у внутрішніх районах, особливо в західному Сабасі, хати, як правило, оточені господарськими будівлями, фруктовими деревами та городами.

### Човни
Майже кожне домогосподарство, що живе у вабаро, має один або кілька човнів (перагу). Баджо використовують різні типи човнів, кожен з яких має своє призначення. Човни вважаються дуже цінним майном. Часто це єдиний доступний транспорт.

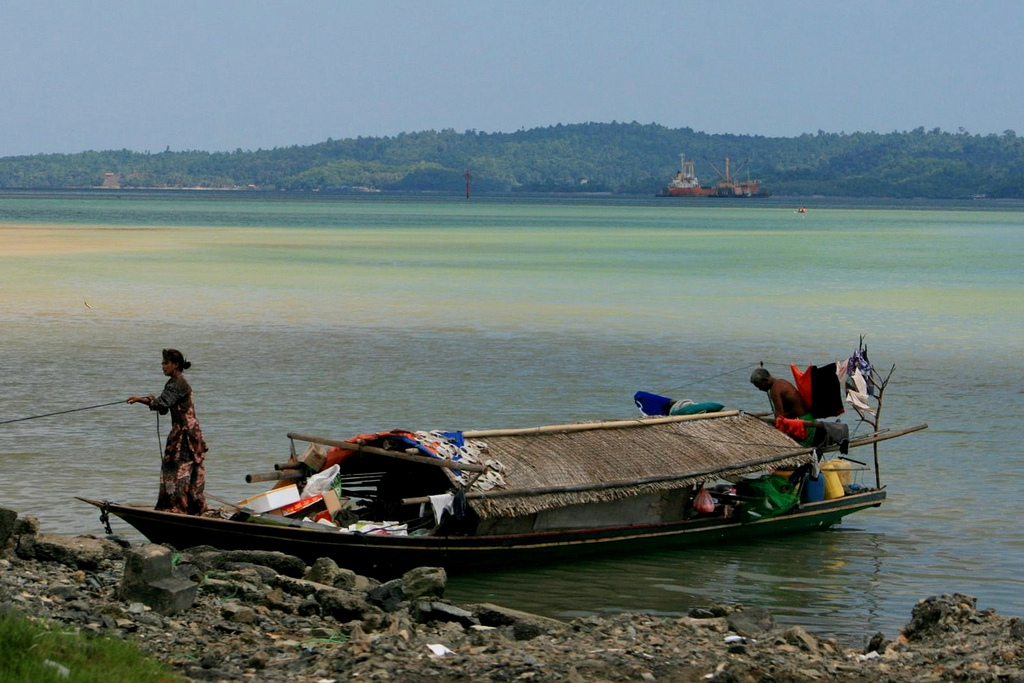
Плавуча хата лепа.

Човен лепа, або плавуча хата, — це один з найцікавіших традиційних човнів, що зберігає давній тип конструкції. Він приводиться в рух веслом, додатково має просте, але оригінальної конструкції вітрило, яке дозволяє човнові йти майже прямо проти вітру. Лепа й досі використовуються кочовими групами. На такому човні люди готують їжу, їдять, миються й сплять. Іноді лепа може бути оснащена підвісним мотором. Човни, які використовуються як сімейне житло, різняться за розмірами та конструкцією. В північній та центральній частині архіпелагу Сулу переважають невеликі криті човни з подвійним аутригером. На півдні Сулу та на південному сході Сабаху лепа, як правило, більші, в середньому 10 метрів завдовжки й шириною від 2 до 2,5 метрів, аутригери на них відсутні. Конструкція складається з дощок, з'єднаних суцільним кілем та поперечними дугами каркасу. Човен має криту житлову зону із жердин та солом'яних килимків каджангів, переносне глиняне вогнище, що використовується для приготування їжі й зазвичай розташовується біля корми.
За винятком лепа, човни баджо не є чимось унікальним, такі самі човни використовують і сусідні суходільні громади. Більшість своїх човнів баджо називають перагу. Розрізняють малі човни перагу-кечіл та великі човни перагу-бесар, вітрильні човни перагу-ламбо та моторні човни перагу-лаяр-мотор; великі моторні човни називають капал-лаяр-мотор. В далеких експедиціях використовують моторні човни різного розміру з мінімальною потужністю, це можуть бути як перагу-лаяр-мотор, так і капал-лаяр-мотор. Багато людей знає, як збудувати перагу, але це трудомістка робота, й більшість вважає за краще купувати човни.

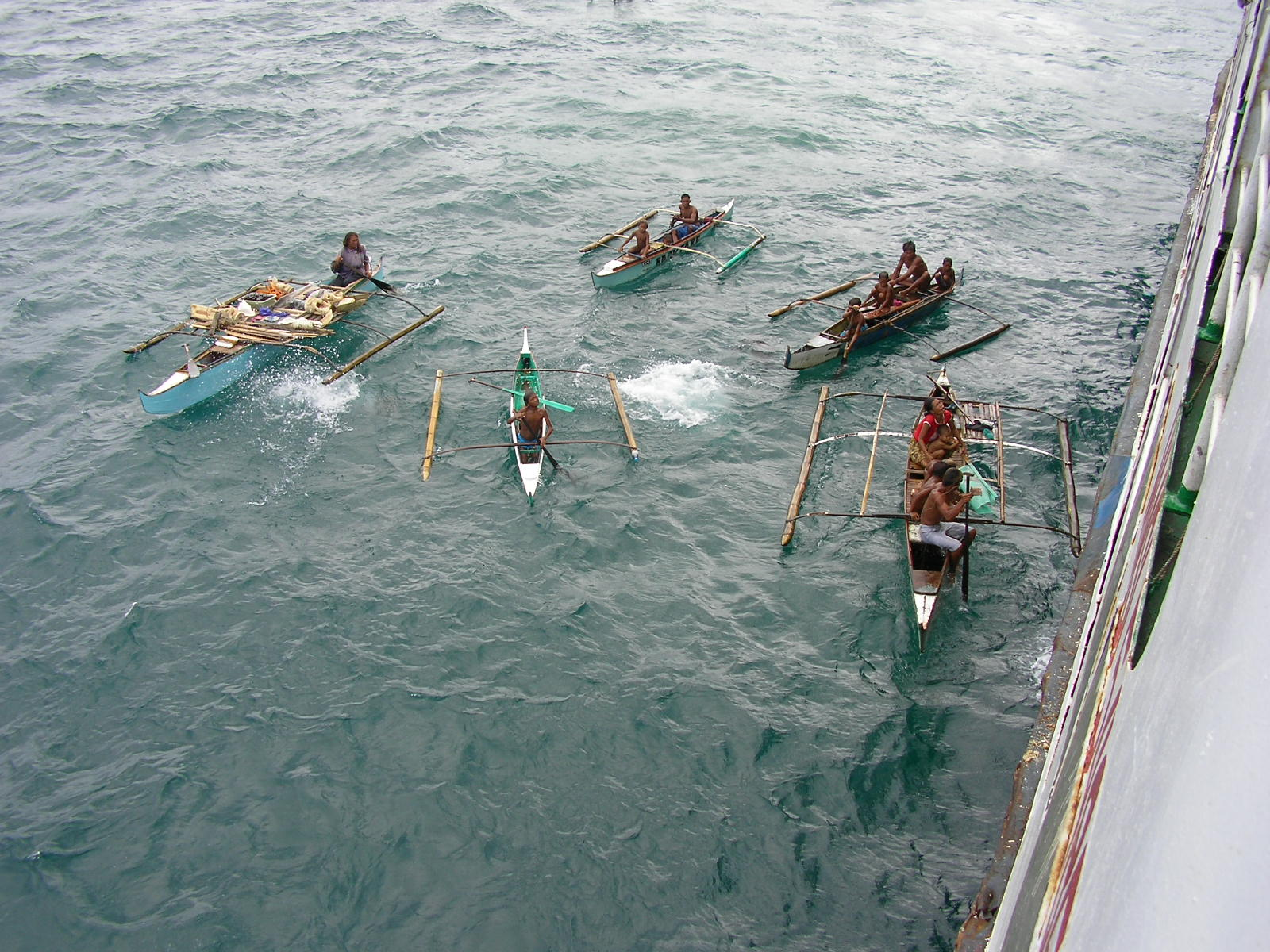
Малі човни баджо (Філіппіни).

Малі перагу — човни, схожі на каное, вони зроблені з однієї колоди, можуть мати довжину до 4 метрів, але бувають і меншими. Такі човни, як правило сидять глибоко у воді. Малі човни, особливо старі, часто протікають. Воду вичерпують пластиковими черпаками. Мотори на такі човни не ставлять, для пересування використовують весла бусей. Користуються малими перагу на невеликі відстані: для риболовлі поблизу села, щоб набрати прісної води із сусідньої річки або відвезти дітей до школи.
Весла завжди роблять із дерева. До появи двигунів баджо завжди використовували бусей для плавання на будь-яких човнах. Весла мають довжину близько півтора метри. Майже всі селяни роблять власні бусей, цим займаються завжди чоловіки. За формою задньої частини весла можна з'ясувати, хто є його власником.
Невеликі дощаті човни сопе з двигунами використовують у прибережних водах для перевезення людей та вантажів (5–10 тонн).
Великі перагу ширші й довші. Вони можуть мати близько семи, а іноді й понад п'ятнадцять метрів завдовжки. Такі човни ще називають дарма. В основному вони використовуються для подорожей на далекі відстані. На ці човни ставлять як підвісні, так і вбудовані двигуни. Рибалити в Тиморське та Арафурське моря баджо зазвичай відправлялися на безмоторних вітрильних суднах, відомих під назвою перагу-ламбо. Таке судно може перевозити від 10 до 40 тонн і мати розмір від 10 до 16 метрів завдовжки. В різних громадах перагу-ламбо дещо відрізняються за конструкцією корпусу та оснащенням. З 1970-х років на таких човнах стали ставити допоміжні дизельні двигуни, а деякі перагу-ламбо зазнали конструктивних модифікацій і перетворилися на перагу-лаяр-мотор — вітрильні човни з мотором. Багато нових човнів, призначених для лову акул, мають палубу з люком.
Великі перагу часто фарбують, популярними є кольори моря — відтінки синього та зеленого. На кормі, там де розташований двигун, часто вирізають різні фігурки. Час від часу човни витягують на берег, щоб перевірити, чи вони в хорошому стані, і, за потреби, підремонтувати їх. Періодично кожне перагу обсмалюють, щоб воно було водонепроникним. Перагу-ламбо може прослужити багато десятиліть, якщо за ним добре доглядати. Більшість човнів піддаються поточному й капітальному ремонту корпусу, що дозволяє зберігати їх працездатними, але через 20-30 років залишається дуже мало оригінальних деталей.

### Рівень життя
Люди, які живуть у хатинах над морем, вважаються бідними. До цієї категорії належить більшість баджо, особливо на півдні Філіппін та в Східній Індонезії. Рибальство досі приносить для них основні засоби для існування. Додатковий дохід дає дрібна економічна діяльність жінок. Часто для організації промислових подорожей люди беруть кредити в своїх родичів, у заможних місцевих жителів або в професійних лихварів. Доходи, які вони отримують у результаті цих подорожей, йдуть на будівництво та ремонт житла, придбання меблів, рибальського спорядження, човнів, а ще на проведення релігійних свят та церемоній, навчання дітей, погашення боргів. На кошти, що лишилися, купують золото, яке втілює сімейні заощадження. Гостро стоїть проблема погашення кредитів, часто люди потрапляють у коло боргів, вихід з якого дають лише наступні риболовецькі експедиції. Довгострокова заборгованість також може виникати внаслідок затримання поліцією та конфіскації човна, улову та знаряддя.
Серед бідного населення гендерні відмінності незначні. Навіть вдягаються чоловіки та жінки однаково: шльопанці, шорти, саронги та футболки. Порівняно небагато жінок носить хустки.

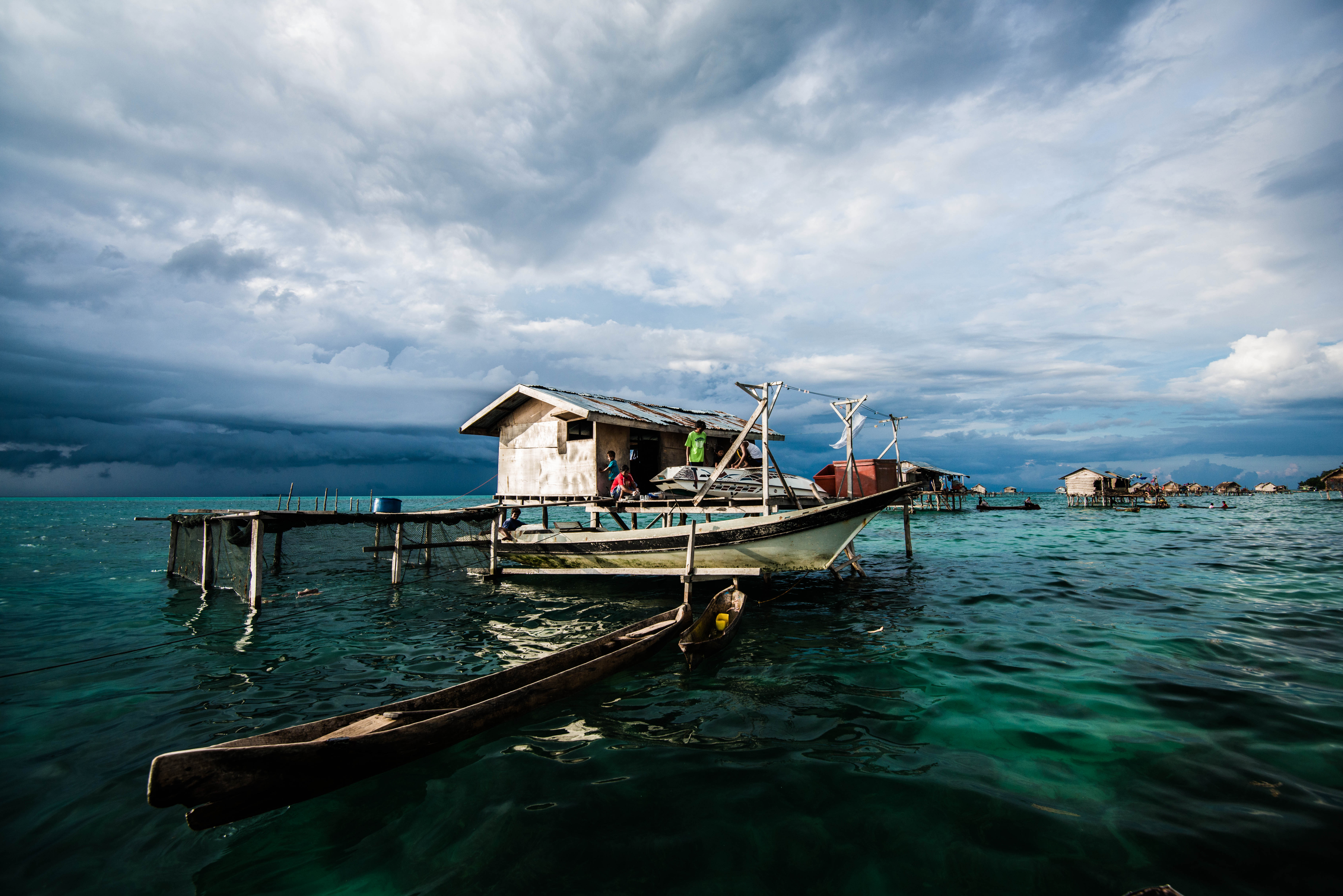
Поселення та човни баджо.

Однією з основних стратегій подолання бідності для незаможних баджо є економія коштів. Люди намагаються заощадити на освіті, послугах лікарів, житлі та їжі, купують дешевші вироби та матеріали. Жителі вабаро максимально використовують природні матеріали (дерево, листя пальми), обходяться без водопостачання, для будівництва човнів та хат збирають деревину, викинуту морем на пляж. Діти та дорослі іноді збирають та здають металеві й пластикові відходи.
Бідним часто потрібно багато й наполегливо працювати, щоб заробити достатньо грошей на життя. Чоловіки й жінки віком старше п'ятдесяти років здатні годинами працювати під пекучим сонцем, виконуючи важкі роботи. Старі бабусі все ще можуть лазити по скелях і рубати дрова.
Баджо все ще відстають від більшості населення за рівнем освіти та економічними можливостями. Бідність для них є головною проблемою. Це робить їх маргінальним прошарком суспільства. Людям хронічно не вистачає грошей, вони живуть у гірших умовах, ніж заможніше населення. Є бідні люди, які соромляться того, що вони бідні.
Основу раціону баджо становлять морепродукти. Споживають різні види риби та молюсків, морські водорості, ракоподібних, морських їжаків, медуз. Улюбленим фруктом баджо є дуріан. М'ясо черепах вважається делікатесом, тому іноді цих тварин тримають під хатою, спеціально зберігаючи для особливої події, наприклад, одруження сина. Решту продуктів (рис, маніок, фрукти, овочі, яйця) купують на базарі. В більших селах є магазини, де продають швидку їжу, напої та інші страви. Люди часто недоїдають. Більшість продуктів вони отримують з улову, а він нестабільний. Дуже цінується рис, але коли не вистачає грошей, купують маніок, бо він дешевший. У бідних домогосподарствах люди майже ніколи не їдять м'ясо та овочі, оскільки вони дорожчі за інші продукти. Дорогим є також молоко.
У більших селах є державні установи, мечеті, початкові школи, дитячі садочки, а також невеликі крамнички, окремі майстерні й дрібні підприємства, головні дороги асфальтовані, в деяких з них є навіть середні школи, ісламські школи та лікарні. Малі села більше ізольовані, не мають електрики та водопостачання, немає тут і магазинів.
Проблеми з водопостачанням існують у багатьох селах баджо. Не скрізь є водопровід або ж труби підведені не до кожної хати. Часто доводиться набирати питну воду з колодязя чи струмка або ж купувати її. Для цього потрібно здійснити поїздку човном. Зберігають воду в пластикових ємностях. Нерідко для побутових потреб використовують воду з мангрових боліт, вона не така солона, як морська. Тут також миються й перуть одяг.
Дуже популярним серед баджо є перегляд програм телебачення. Поряд із школою, телебачення для цих людей є головним джерелом інформації. Не до кожної хати підведено електрику, й, навіть там, де вона є, не завжди буває доступною. Тому часто користуються генераторами. Не кожна сім'я має власний телевізор та супутникову антену, але спільний перегляд телепередач є популярним заняттям. Увечері люди ходять у гості, щоб подивитися телевізор. Полюбляють мильні опери. Люди прагнуть виглядати як зірки західного кіно. Проблемою для них є темна шкіра, яка є результатом тривалого перебування на сонці. Тому жінки в селі часто користуються масками та кремами для обличчя, щоб їхня шкіра виглядала білішою.
Багато хат баджо за офіційними критеріями вважається непридатними для проживання. Люди соромляться свого житла. Вони скаржаться на відсутність меблів, побутових приладів, водопроводу, електрики, газу, каналізації тощо. Металевий дах часто протікає. Під час високих припливів морська вода нерідко потрапляє в хати. Більшість відходів скидається в море, скрізь розкидані поліетиленові пакети зі сміттям. Екскременти та побутові відходи накопичуються в прибережних водах, викликаючи сильний сморід.
Баджо дуже мало охоплені системами охорони здоров'я та освіти. В їхніх селах не вистачає вчителів, медичних працівників. Держава відкриває медичні центри, де здійснюються огляди, щеплення, дають поради з контролю за народжуваністю. Проте більшість населених пунктів не має власної лікарні, поліклініки чи аптеки. Більшість баджо не має медичного страхування, їм часто не вистачає грошей, щоб оплатити медичні рахунки. Брак коштів, державної підтримки, належного харчування та погані побутові умови негативно позначаються на здоров'ї місцевого населення. Основними захворюваннями є діарея, малярія, хронічний бронхіт, травми, гіпотермія.
Намагаючись уникнути витрат, люди зазвичай звертаються по допомогу до дукуна, а не до лікаря. Дукуни є найкращими знавцями природних ліків, вони самі займаються їхнім приготуванням і призначенням. Їхні методи лікування побудовані на використанні ісламських молитов та неісламських заклинань, спрямованих на подолання впливу чорної магії, яку вважають головною причиною захворювань. Народні ліки та мануальна терапія при цьому виконують допоміжну роль. Дукуни також надають людям поради з правильного харчування.
Рівень освіти серед баджо помітно нижчий за рівень освіти їхніх суходільних сусідів. Частково це пов'язане з віддаленістю рибальських поселень, але існує й культурний фактор — хоча баджо можуть пишатися своїм величезним набором навичок, що стосуються морського життя, вони не завжди цінують освіту. В минулому, коли баджо вели кочовий спосіб життя, формальна освіта не була важливим чинником в їхньому житті. Вони вважали, що можуть прожити все своє життя лише із знаннями, які отримали від батьків. Баджо вважали, що їхнім дітям достатньо працювати разом із дорослими в морі й розуміти морське життя. Ці знання передавались природнім шляхом у процесі повсякденної діяльності в поєднанні з традиційними ритуалами.
В сучасному світі ринкові відносини роблять людей залежними від грошей, а отримання освіти дає молоді кращі шанси на працевлаштування. На цьому тлі баджо розуміють важливість формальної освіти й більшість віддає своїх дітей до школи. Проте, баджо-школярі присутні на уроках нерегулярно. Відвідинам школи заважає ненормований робочий час у сім'ях. З іншого боку, расова та культурна дискримінація нерідко змушує багатьох дітей «морських людей» кидати школу вже на ранній стадії навчання. Тому в громадах баджо високий рівень неписьменності. Небагато молоді закінчує середню школу, ще менше отримує вищу освіту. Існує замкнене коло: бідні батьки не мають грошей, щоб віддати дітей до школи; діти виростають без освіти й мають менші шанси отримати добре оплачувану роботу; таким чином, бідність передається від батьків дітям. Батьки, які цінують освіту й мають необхідні фінансові кошти або родинні зв'язки, часто відправляють своїх дітей до середньої школи в більші населені пункти.
Незважаючи на свої навички, діти баджо не виявляють бажання стати рибалками. Ця професія є непопулярною серед однолітків. Дівчата соромляться виходити в море, як це раніше робили всі жінки баджо. Вони бояться, що друзі сміятимуться над ними, а з темною від сонця шкірою їм буде важко знайти або утримати коханого хлопця.

### Події життєвого циклу
Хлопці в громадах баджо одружуються приблизно в 20 років, дівчата — в 17-18 років. Однак є випадки, коли дівчата виходять заміж набагато раніше. Переговори про шлюб зазвичай ініціює родина хлопця, часто за допомогою посередника. Після прийняття пропозиції батько нареченої призначає одного зі своїх родичів опікуном (вакіл) своєї дочки. Цей чоловік офіційно отримує викуп за наречену від сім'ї нареченого та представляє сторону молодої під час весільної церемонії. Весілля відбувається за ісламською традицією. Проводиться воно зазвичай в хаті опікуна, до якої подружжя проводять окремими парадними процесіями, часто з музикою та танцями. Релігійну складову обряду проводить імам. При одруженні сім'ї обмінюються нареченими, але не приданим.
Ще однією ісламською традицією є обрізання. Дівчатка проходять цю процедуру раніше, в більшості громад вони піддаються частковій кліторидектомії у віці від 2 до 6 років. Процедура супроводжується лише невеликим приватним обрядом, свідком якого є тільки жінки. Хлопчикам роблять обрізання в період статевого дозрівання, й це вважається дуже важливою подією.
Дітям дошкільного віку традиційно роблять ритуальну стрижку (магунтінг), після чого проводять молитву, зважування (магтімбанг) та роздавання людям їжі.
Протягом одного-двох років більшість дітей проходить курс коранічного навчання. Після його закінчення учні беруть участь у церемонії «випуску» (магтамат), яку фінансують батьки.
Поховальні обряди також відповідають нормам ісламу, вони включають читання Корану, молитву. Тіло небіжчика миють, закутують у білу тканину. Якщо смерть настає вранці, мерця намагаються поховати до настання ночі; якщо вночі — до обіду наступного дня. Ховають у могилі, головою до Мекки. Могилу засипають піском або подрібненими коралами й позначають кам'яним або дерев'яним пам'ятником, зазвичай прикрашеним різьбленням. Поминки проводять на 20-й, 40-й, 100-й день та в першу річницю смерті. Вважається, що після періоду спокути душа померлої людини піднімається на небо, а її тіло спускається в пекло, де воно зазнає покарання пропорційно злочинам, скоєним протягом життя. Вважається, що душі померлих залишаються поблизу своїх могил, часом вони вимагають у нащадків пожертв та інших знаків уваги. Деякі могили, особливо могили предків, які володіли надзвичайною духовною чи фізичною силою, можуть набути статусу тампат, джерела чудотворної сили; люди відвідують їх з особливими проханнями.
Групи, що живуть у човнах, традиційно ховають померлих на суходолі, мають для цього певні безлюдні острови. На таких островах зазвичай ховають небіжчиків кілька кочових груп. Якщо людина помирає посеред моря, тіло обтяжують камінням або іншим вантажем і відправляють на дно.

### Дозвілля
Через спекотну тропічну погоду жителі села проводять більшість часу поза домом. Чоловіки збираються разом, ремонтують човни, виготовляють та лагодять рибальські знаряддя або просто спілкуються з сусідами в тіні дерев. Жінки також збираються разом в тіні перед хатою, щоб поспілкуватися.
Діти проводять час, пірнаючи та плаваючи біля сімейного причалу. Їхні ігри включають пошук молюсків, пірнання на дно моря, стрибки з платформи та човнів, змагання зі стрибків та плавання. Батьки не вчать дітей плавати, вони навчаються цьому від своїх однолітків. Часто діти катаються на невеличких човнах між сільськими хатами. Риболовля для них — це також гра, але коли вони наловлять багато риби, то роблять свій внесок у сімейне харчування. Діти дуже добре знають небезпеку моря, уникають небезпечних місць, знають як поводитись з отруйними рибами, зміями, морськими їжаками. Майже ніколи не буває випадків, щоб дитина втонула.

## Музика, декоративне мистецтво
Баджо відомі своїми традиційними танцями, піснями, музикою. Мають ударні музичні інструменти та ксилофони. Ансамбль з гонгів і барабанів баджо називають пангонгкаан, він відіграє важливу роль як у ритуальному, так і в розважальному контексті. Основним мелодійним інструментом в ансамблі є кулінтанган — ідіофон, що включає від семи до дев'яти гонгів, які за формою нагадують горщики й підвішені горизонтально на дерев'яній рамі. Кулінтанган схожий з інструментом бонанг в яванському гамелані. Допоміжні інструменти включають кілька вертикально підвішених гонгів та довгий циліндричний барабан із бронзовим корпусом. Жінки грають на кулінтангані, а чоловіки на інших гонгах; як чоловіки, так і жінки можуть грати на барабанах. Музика може лунати сама або супроводжувати танець. Незалежно від того, чи звучить вона під час ритуалу, чи під час розваг, музика ансамблю пангонгкаан має для баджо особливу вагу, оскільки звуки інструментів вони розуміють у широкому сенсі. Для баджо ці звуки втілюють голоси померлих предків та передають від них повідомлення.
Габанг — дерев'яний ксилофон, який зазвичай має сімнадцять клавіш. На ньому грають жінки, він використовується або як сольний інструмент, або супроводжує співи та танці. Основна танцювальна форма, в якій використовується габанг, має назву далінг-далінг. Танцюристи (хлопці та дівчата) паралельно обмінюються імпровізованими пісенними віршами. Виконується це дійство зазвичай на весіллях або сватаннях.
Хоча музика й танці займають центральне місце в деяких ритуалах, для людей вони мають більше розважальне значення, при цьому розваги під час святкування відбуваються зазвичай разом із ритуальними заходами.
Відомі також фарбовані килимки та обгортки для продуктів харчування, які виготовляють баджо. Ще вони славляться різьбленням по дереву. Здавна поперечні балки та інші структурні компоненти своїх човнів майстри густо прикрашали різьбленням з рослинними та тваринними мотивами. Зображення морської корови (дюгоня), крокодила, птахів, а також людей, вирізані в різний спосіб на дереві або вапняку, прикрашають надмогильні знаки. Композиції з цих фігур символізують перехід небіжчика в потойбічний світ. Специфічний малюнок та орнамент надмогильних знаків також вказують на стать померлого.